# Palladianismo

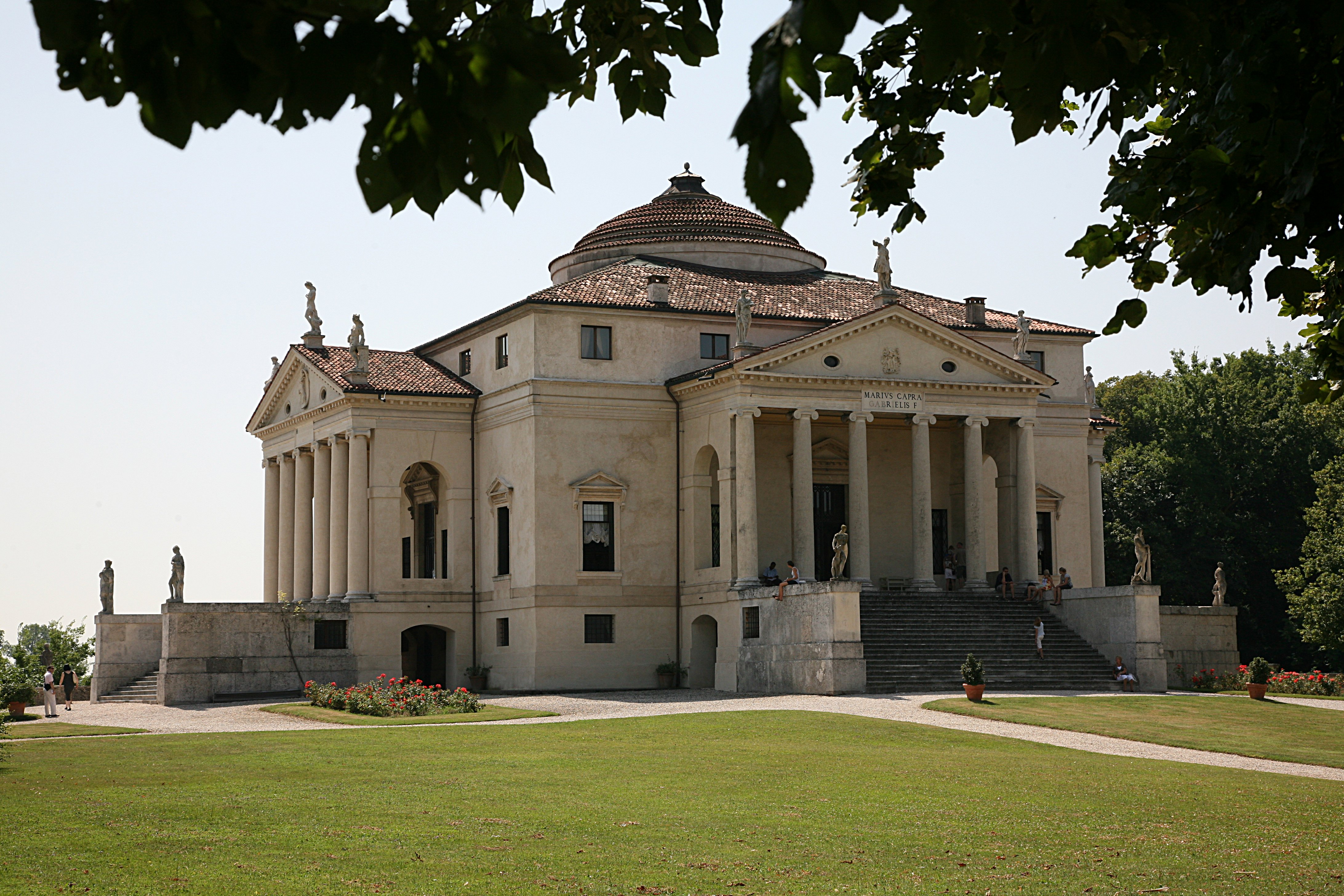
Palladio: Villa Capra, dita La Rotonda

O palladianismo ou arquitetura palladiana é um estilo arquitetônico derivado da obra prática e teórica do arquiteto italiano Andrea Palladio (1508-1580), um dos mais influentes personagens de toda a história da arquitetura do Ocidente. O termo palladianismo pode se referir à estética pessoal do próprio Palladio, mas é mais usado para descrever a sua escola como um todo. E como esta é o resultado de uma evolução mais ampla que inclui a contribuição original de muitos outros autores depois dele, atravessando os séculos, com muitos eclipses e ressurgimentos, às vezes se dá a certas etapas desta continuidade, principalmente do século XVIII em diante, o nome de neopalladianismo. O modelo teórico palladiano era baseado principalmente numa síntese entre empirismo e idealismo, e técnico-formalmente estava fundado na simetria, na perspectiva e nos valores da arquitetura clássica greco-romana, valorizando especialmente os princípios estabelecidos pelo tratadista romano Vitrúvio, cuja obra teórica De Architectura se preservou. Palladio, assim como outros artistas do Renascimento, usava uma série de conceitos matemáticos para o estabelecimento de proporções que eram associados à filosofia pitagórica, platônica e neoplatônica, que para ele eram essenciais para a conquista da beleza, da funcionalidade e da solidez estrutural, os "três pilares" da sua doutrina, apresentados em seu próprio tratado, I Quattro Libri dell'Architettura (1570), cuja repercussão se tornou quase tão vasta quanto o de Vitrúvio. Contudo, seu exemplo não foi sempre adotado literalmente por seus seguidores, surgindo mais tarde um sem-número de interpretações individuais.
Depois da morte de Palladio seu estilo rapidamente saiu de moda na maior parte dos lugares, mas especialmente na Inglaterra lançou fundas raízes e deixou um valioso legado entre meados do século XVII e o início do século XIX. Também foi de enorme importância nos Estados Unidos mais ou menos no mesmo período, levado para lá por colonos ingleses. Além desses dois principais centros de difusão, o palladianismo pôde frutificar com maior ou menor sucesso em muitas outras partes da Europa e das Américas, sendo uma das bases para a formação da arquitetura neoclássica. Ao longo de sua trajetória o palladianismo sofreu muitos ataques, principalmente por parte daqueles que não concordavam com seus aspectos idealistas e coletivistas, e preferiam buscar soluções derivadas da sensibilidade individual. Apesar ser bem menos influente ao longo século XIX, continuou a ser usado, mas com o advento do Modernismo no início do século XX praticamente desapareceu, sendo considerado um anacronismo. Contudo, o trabalho de teóricos ingleses, junto com outros, fez com que fosse gradualmente reapreciado. Entre os anos 40 e 50 já servia novamente de inspiração para muitos jovens arquitetos, e nos dias de hoje ainda se podem encontrar ecos de sua linguagem na construção de muitos criadores importantes.

## Antecedentes e contexto
Palladio trabalhou no período de transição do Renascimento para o maneirismo, e sua obra reflete essa passagem. Sua apropriação do legado clássico de arquitetura faz dele um dos grandes exemplos renascentistas, mas as modificações que introduziu no cânone recebido espelham o individualismo que marcou os maneiristas. A arquitetura da Antiguidade clássica nunca deixara de influir na Itália, mesmo ao longo da Idade Média, pois muitas ruínas do antigo Império Romano permaneceram sempre visíveis. O interesse pelos antigos, contudo, tornou-se a base de todo o período do Renascimento, um interesse que no campo arquitetônico foi grandemente aumentado com a redescoberta da obra De Architectura, do romano Vitrúvio, em torno de 1414. Suas ideias seriam adotadas por vários arquitetos importantes da época, como Brunelleschi, Sangallo e sobretudo Alberti, que escreveu a partir de Vitrúvio um tratado também muito influente, De Re Aedificatoria. Outros arquitetos, matemáticos e artistas contribuíram para formar na Renascença um corpo altamente organizado de conceitos arquitetônicos, que era uma continuação da arquitetura clássica antiga e em boa parte também era inspirado na filosofia neoplatônica. Uma das características mais notáveis da arquitetura renascentista foi a retomada do modelo do templo centralizado, desenhado sobre uma cruz grega e coroado por uma cúpula, espelhando a popularização de conceitos da cosmologia neoplatônica, ao mesmo tempo inspirado em edifícios-relíquia como o Panteão de Roma. O primeiro desse gênero a ser edificado na Renascença foi talvez a Igreja de São Sebastião, em Mântua, obra de Alberti de 1460, mas deixada inconclusa. Este modelo tinha como base uma escala mais humana, abandonando o intenso verticalismo das igrejas góticas, e tendo na cúpula o coroamento de uma composição que primava pela inteligibilidade e racionalidade.

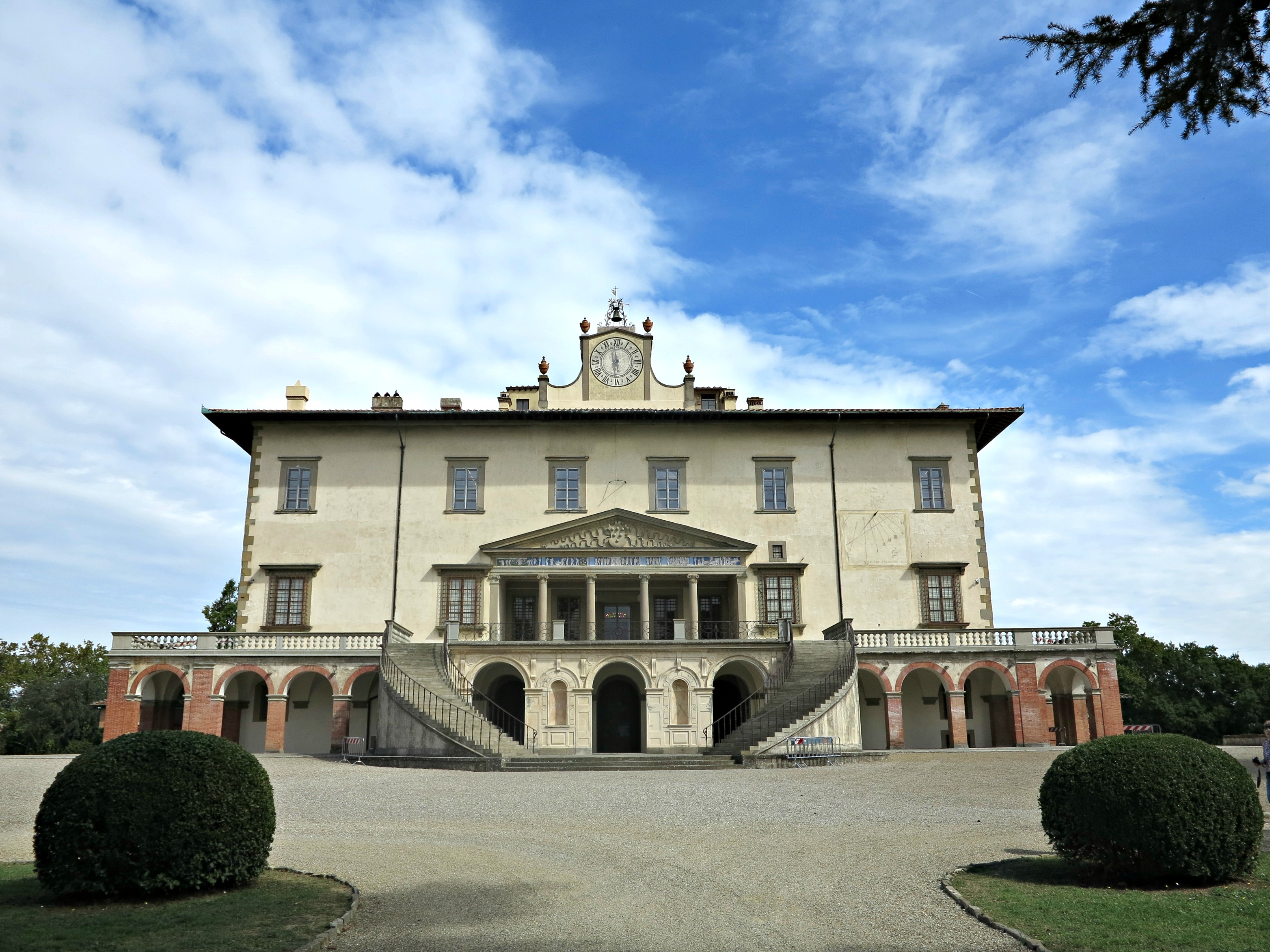
Giuliano da Sangallo: Villa Medicea di Poggio a Caiano

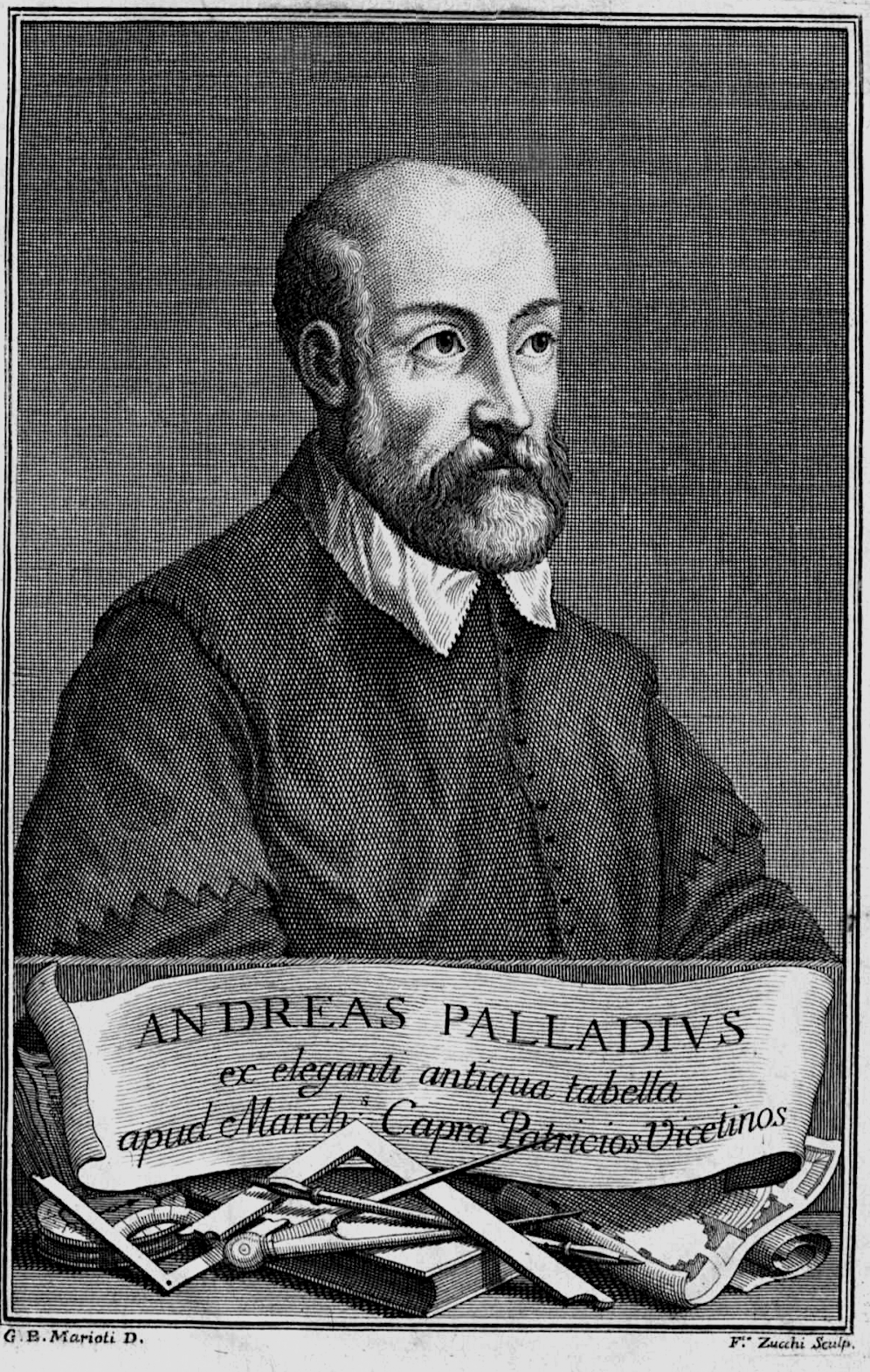
Andrea Palladio

Depois da figura principal de Donato Bramante na Alta Renascença, autor de um dos edifícios sacros mais modelares de sua geração, o Tempietto, aparece Michelangelo, tido como o inventor da ordem colossal e por algum tempo arquiteto das obras da Basílica de São Pedro. Michelangelo, na visão dos seus contemporâneos, foi o primeiro a desafiar as regras até então consagradas da arquitetura clássica, desenvolvendo um estilo pessoal, pois fora, segundo Vasari o primeiro a abrir-se para a verdadeira liberdade criativa. Ele representa, então, o fim do "classicismo coletivo", bastante homogêneo em suas soluções, e o início de uma fase de individualização e multiplicação das linguagens arquitetônicas. Com o imenso prestígio que desfrutava, ele abriu um caminho para que a nova geração de criadores realizasse experimentações, tornando-os independentes do padrão antigo — ainda que largamente devedora dele. Alguns dos mais notáveis nomes desta época foram Della Porta, Sansovino, Fontana, Peruzzi, Vignola. Entre as modificações que esse grupo introduziu estavam a flexibilização da estrutura do frontispício, a anulação das hierarquias das ordens antigas e o desenvolvimento do gosto por um jogo puramente plástico com as formas, dando muito mais dinamismo aos espaços internos e às fachadas. Palladio pertenceu a esta geração de inovadores, e foi dentre eles o mais influente, criador de uma verdadeira escola, o Palladianismo.

### A obra de Palladio
Andrea di Pietro della Gondola nasceu em Pádua, então parte da República de Veneza, na Itália, em 30 de novembro de 1508. Sobre sua vida pessoal pouco é conhecido. Iniciou sua carreira como cortador de pedra, tendo estudado no atelier do escultor Bartolomeo Cavazza da Sossano. Em 1524 mudou-se para Vicenza, sendo admitido na oficina Pedemuro de cantaria e construção. Quando estava com cerca de trinta anos e já trabalhava como construtor, seu talento chamou a atenção do conde Gian Giorgio Trissino, um afamado humanista, que se tornou seu mentor e deu-lhe o apelido de Palladio, a partir de um personagem de seu poema épico A Itália liberta dos Godos, e providenciou para que ele recebesse uma educação humanista esmerada, com uma ênfase na arquitetura. A partir de então Palladio entrou em contato com o pensamento de arquitetos canônicos como Vitrúvio e Alberti e de tratadistas contemporâneos como Sebastiano Serlio, e viajou várias vezes para Roma a fim de realizar desenhos e medições exatas das ruínas antigas, desvendando seu sistema de proporções. Seus estudos resultaram nos livros L'Antichità di Roma, publicado em 1554, na verdade mais um guia turístico, como muitos que circulavam na época, descrevendo os monumentos antigos mais importantes, mas já abordando os temas principais de seu interesse, e Descrizione delle chiese in la Cità di Roma, do mesmo ano, que era acima de tudo um roteiro piedoso pelas igrejas da cidade, mas tratando também da técnica de construção. Com esse livros em seu crédito, Palladio ergueu-se na cena como uma autoridade. Sua consagração definitiva veio logo em seguida, quando em 1556 o celebrado humanista Daniele Barbaro, que havia se tornado seu novo patrono depois da morte de Trissino, publicou uma edição da obra de Vitrúvio que superou todas as que então existiam, traduzida para o vernáculo e acrescida de extensos comentários eruditos, ilustrado com reconstruções de prédios desaparecidos da Antiguidade feitas pelo próprio Palladio. O autor também elogiava seu protegido por sua vivacidade mental e sua habilidade de entender os mais belos e sutis princípios da antiga arquitetura. Tornou-se então uma figura notória, obtendo o favor de importantes aristocratas e tornando-se amigo de intelectuais, chegando a se tornar membro da prestigiosa e exclusivista Academia de Florença. Em 1570, com uma carreira já consolidada e grande prestígio, publicou uma obra que se tornaria fundamental na história da arquitetura moderna, I Quattro Libri dell'Architettura, em quatro volumes e fartamente ilustrada, onde discutia seu próprio trabalho bem como o resultado das suas pesquisas sobre a arquitetura clássica. Abordava as ordens arquitetônicas, a edificação doméstica e pública, o urbanismo e a construção sacra, e considerava o modelo antigo indispensável para a formação de uma verdadeira civilização, mas não recusava a criação original a partir dos seus princípios. Disse que '"não é vedado ao arquiteto afastar-se algumas vezes do uso comum, pois tais variações são graciosas, e se baseiam na natureza". As ruínas antigas então visíveis eram principalmente prédios públicos, pouco se sabia da habitação romana, e com isso ele ofereceu seus próprios projetos como exemplos idealizados, estabelecendo com eles o mais coerente sistema de proporções edilícias do Renascimento. Além de apresentar suas ideias de uma forma inovadoramente sucinta e objetiva, o livro introduziu um novo sistema de ilustração arquitetônica com vistas múltiplas e detalhes em separado a fim de fornecer a maior quantidade possível de informações exatas. I Quattro Libri dell’Architettura desde então se tornou canônico, sendo, com a exceção da obra vitruviana, o mais influente tratado de arquitetura de todos os tempos.
Sua produção está toda na região do Vêneto, com um bom número de prédios na cidade de Vicenza e alguns em Veneza, e muitos outros espalhados pelo interior. A República de Veneza, que dominava a região como uma potência naval, em meados do século XVI estava tendo de enfrentar a competição de rotas comerciais oceânicas que começavam a minimizar a importância da navegação mediterrânica. Entrando o comércio marítimo em declínio, a elite veneziana passou a se interessar pela aquisição de propriedades em terra firme, estabelecendo fazendas e ali erguendo villas para poder administrar seus investimentos rurais mais diretamente e com mais eficiência, ao mesmo tempo desejando tornar a sede rural uma mansão confortável e sofisticada, que fosse capaz de receber as nobres famílias dignamente para temporadas de descanso e prazer. O caso de Vicenza, onde está a maior concentração de suas obras, foi um pouco diferente. Seu patriciado era ideologicamente muito mais coeso do que o veneziano, tendo fechado as portas para os novos-ricos, o que a tornou um baluarte de um humanismo aristocrático e conservador. Mas era uma cidade provinciana, sem qualquer expressão significativa na política da República. A solução que sua aristocracia encontrou para afirmar seu status foi a construção de palacetes urbanos imponentes, e sua ambição excessiva se revela na quantidade de projetos que nunca foram levados a cabo. De qualquer forma, a forte inclinação de Palladio para a arquitetura da Roma Antiga o tornou uma figura de eleição para que a elite pudesse contestar simbolicamente a supremacia veneziana, que privilegiava uma estética edilícia bem mais eclética. Mas do mesmo modo que os venezianos, os vicentinos também ergueram diversas mansões rurais, com os mesmos objetivos de administração prática e recreio. Palladio projetou igrejas, palácios e palacetes urbanos e outros edifícios, mas foram suas villas rurais que granjearam a maior estima dos seus contemporâneos e dos pósteros, a ponto de um grande conjunto delas, com 47 exemplares, ter sido declarado Patrimônio Mundial.

### Avillapalladiana
Segundo Tavernor a arquitetura de Palladio é uma síntese entre os altos vôos do idealismo social do seu tempo e uma preocupação de atender às necessidades práticas de habitabilidade como a base de um bom projeto, aliando funcionalidade, conforto e estabilidade com a beleza e um simbolismo significativo. Nisso ele era um claro continuador de Vitrúvio, que recomendava ao arquiteto obter de um edifício firmitas, utilitas e venustas (solidez, utilidade e beleza). Tendo como base a espessura das paredes ele determinava todas as dimensões da casa usando proporções derivadas de consonâncias musicais, e dispunha os aposentos de acordo com coordenadas modulares. As mesmas preocupações de integração total entre espaços, funções e estética norteavam suas ideias urbanísticas, e dizia que "a cidade não seja mais do que uma grande casa, e que a casa seja uma pequena cidade". Palladio organizava a planta de modo a associar organicamente ao corpo principal da casa outras dependências para armazenagem de equipamentos e da produção agrícola, formulando um modelo geral que se tornou sua marca registrada, onde, usando um número de elementos formais relativamente limitado, conseguia criar soluções elegantes e de enorme variedade, além de empregar materiais econômicos. A villa palladiana é inovadora porque, segundo Pevsner, "pela primeira vez na arquitetura ocidental paisagem e arquitetura foram concebidas como pertencendo uma à outra. Aqui pela primeira vez os principais eixos das casas se prolongam para dentro da natureza, ou, alternativamente, o espectador contempla a casa como o coroamento da vista paisagística".

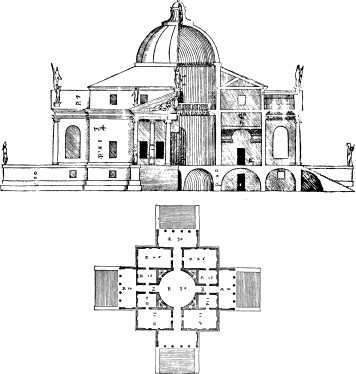
Projeto original da Villa Capra, inspirada no modelo do templo centralizado

Ele também foi o primeiro a usar consistentemente o frontão do templo grego como a cobertura de um pórtico, característica que de todas foi a mais imitada. A estrutura dos prédios era simétrica, com um corpo principal centralizado, flanqueado por alas de aposentos secundários ou arcadas que ampliavam a vista frontal, a mais importante. O prédio central tinha geralmente três pavimentos — um térreo com aposentos para os criados, cozinha e depósitos, um segundo piso, o piano nobile, onde estavam as salas mais importantes e os dormitórios dos proprietários, e um terceiro piso com outros dormitórios e saletas auxiliares. As alas e arcadas laterais usualmente tinham apenas um pavimento. O piano nobile era o fulcro da composição, onde a família passava a maior parte do tempo e recebia seus convidados, e era por isso onde o pé-direito era mais alto, a fim de emprestar imponência aos ambientes, e onde o luxo do mobiliário e das pinturas murais se concentrava. O piano nobile era acessado diretamente do exterior, sem ter-se de passar pelas áreas menos nobres da mansão no térreo, e muitas vezes o acesso tinha proporções monumentais, com grandes pórticos e escadarias. O arquiteto ainda usou amiúde um modelo característico de janela em arco dividida por colunetas, que em certos casos é usada como porta ou pórtico e adquire um papel proeminente na articulação da fachada, e que veio a ser conhecida como janela palladiana. Dependendo da topografia do entorno, se oferecesse vistas agradáveis em todas as direções, a villa podia ter as quatro fachadas tratadas de forma igualmente suntuosa e imponente, com galerias, arcadas e escadarias. O caso paradigmático dessa circunstância é a célebre Villa Capra, chamada La Rotonda, com quatro fachadas idênticas, mas exatamente por essa simetria ela está entre as menos funcionais de todas as que criou. Mas foi de todas a mais copiada, por ser um exemplo perfeito de harmonia formal, combinando de forma muito feliz duas formas simples — o cubo e a esfera — que Palladio considerava, respectivamente, a mais regular e a mais bela, e que tinham associações místicas. A seu respeito Palladio disse: "Sendo articulada a partir de um único elemento, onde não se encontra fim nem início, nem se distinguem um do outro, mas tendo todas as suas partes similares entre si, e todas participando na figura do todo; em uma palavra, os extremos sendo encontrados em todas as suas partes, igualmente distantes do centro, a tornam perfeitamente adequada para demonstrar a essência infinita, a uniformidade, e a justiça de Deus".
Planejada sobre a forma da cruz grega, a Villa Capra é coroada por uma cúpula, e é um exemplo primoroso de uma arquitetura regida pela ordem, fazendo eficiente contraste com os jardins e os campos do entorno, que complementam a racionalidade do edifício com o encanto pastoral da natureza, uma integração que era conscientemente buscada tanto pelo arquiteto como pelos seus patronos. Fica nesse exemplo também clara a obsessão do autor com as proporções harmônicas geradas por uma geometria dinâmica, que estabelece as dimensões de todas as partes a partir de um módulo primário dividido ou multiplicado de várias maneiras, mas sempre mantendo uma coerência matemática entre si. Ele expressou isso claramente ao dizer que "a beleza resultará de uma forma bela, e da correspondência do todo para com as partes, e das partes entre si, e destas para com o todo". Pesquisadores recentes conseguiram provar que as proporções harmônicas usadas por Palladio se baseiam em conceitos formulados pelos humanistas do Renascimento a partir da matemática pitagórica, das filosofias platônica e neoplatônica, e de teorias de harmonia musical desenvolvidas pelos compositores vênetos de sua época. O objetivo final dessas teorias era espelhar na criação humana a ordem cósmica estabelecida pela divindade e manifesta na natureza, ordem que era possível alcançar e compreender através das relações numéricas, onde de todas a mais importante era a seção áurea. Essas relações foram aproveitadas na música e na arquitetura, bem como em outras artes, desde a Antiguidade, e suas conotações éticas estavam na identificação do que é belo com o que é bom e virtuoso, um conceito que fora sintetizado pelos gregos na kalokagathia.
Apesar de célebre, o modelo da Villa Capra não é típico na sua produção. Normalmente as villas tinham uma fachada principal, e as outras eram subsidiárias, com tratamentos bem diferenciados, e em diversas ocasiões prescindiu das dependências anexas, o que sugere que o arquiteto estava mais interessado em explorar várias possibilidades estruturais e plásticas sem se fixar numa fórmula cristalizada. Os testemunhos confirmam essa asserção, e as variações são muitas, mesmo porque as necessidades dos contratantes eram diferentes. A concepção do todo como um conjunto destinado a obter um efeito cenográfico com a integração da paisagem, porém, é onipresente em seu trabalho. Para Constant o impacto das suas villas só pode ser realmente apreciado a partir da experiência vivencial direta, e diz que parte das incompreensões que rodearam suas ideias anos mais tarde derivam da divulgação dos projetos em ilustrações impressas, sem que o público jamais tivesse visto as obras concluídas in situ, opinião que fora defendida antes por Goethe.

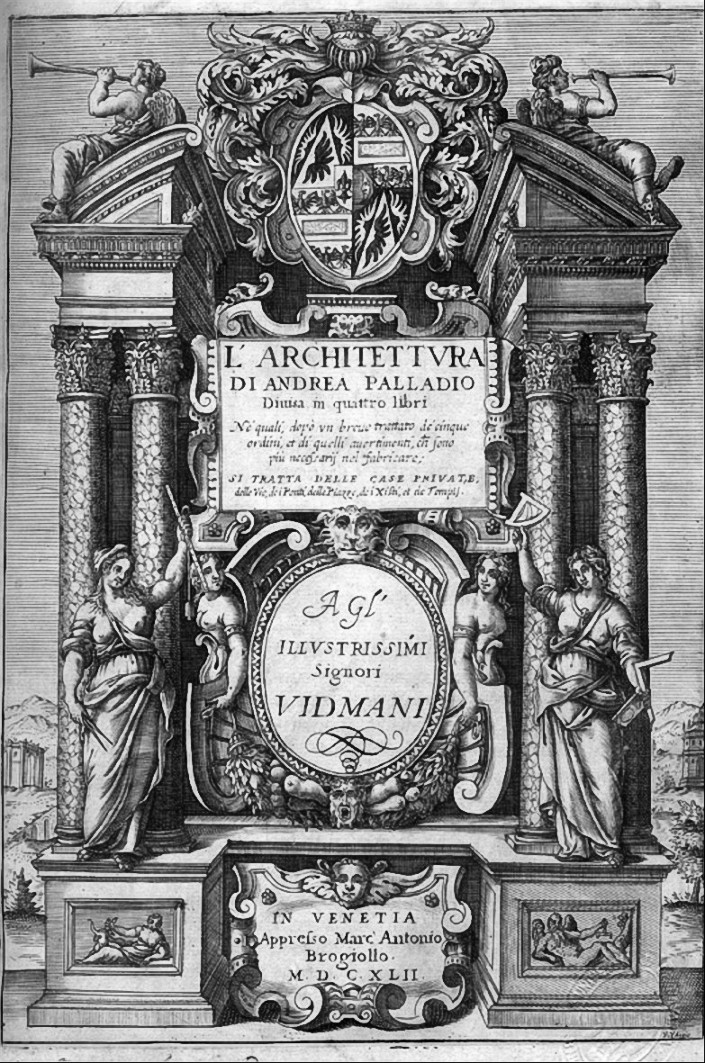
Frontispício do I Quattro Libri dell’Architettura, edição de 1642 com título abreviado
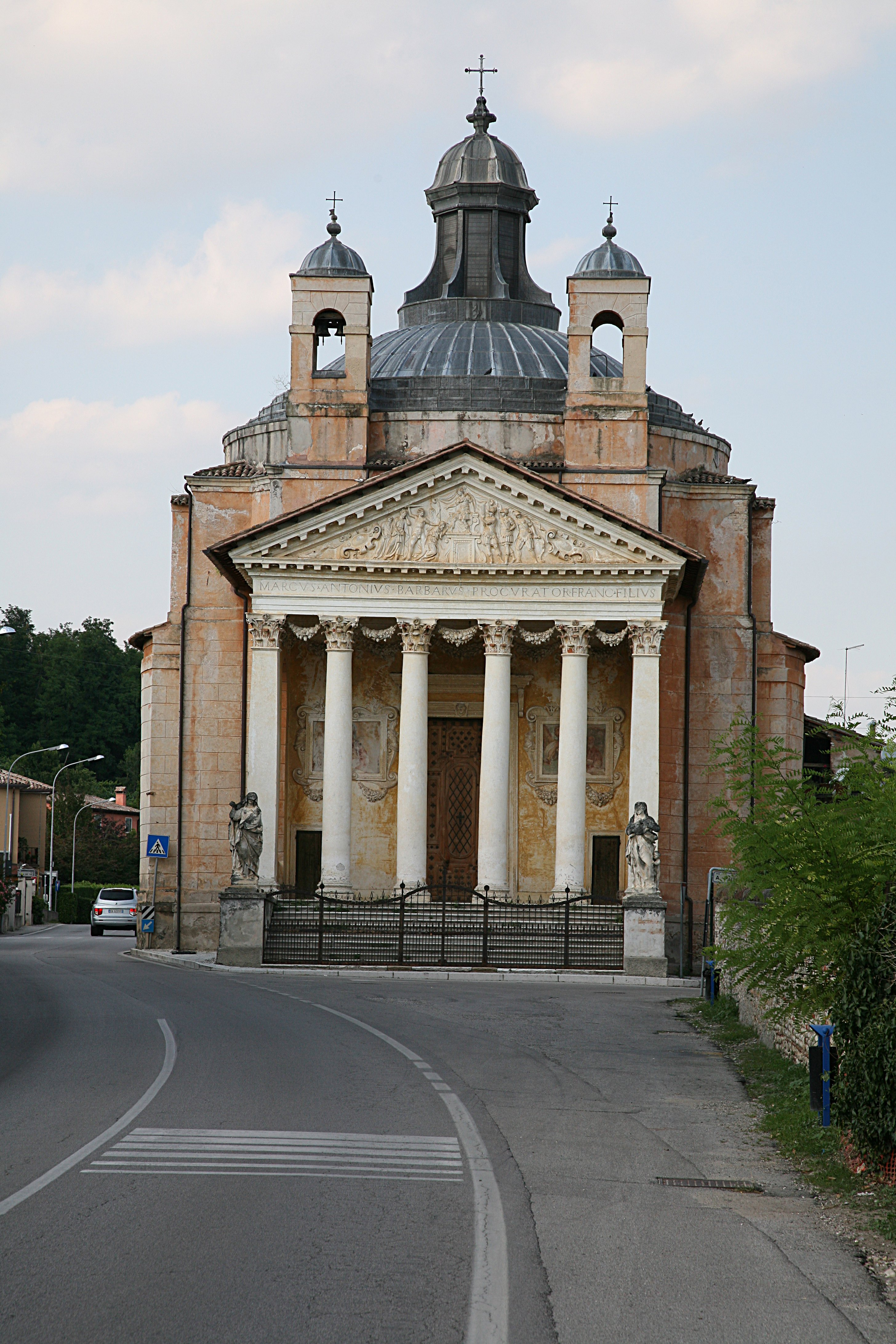
O Templo da Villa Barbaro, Maser
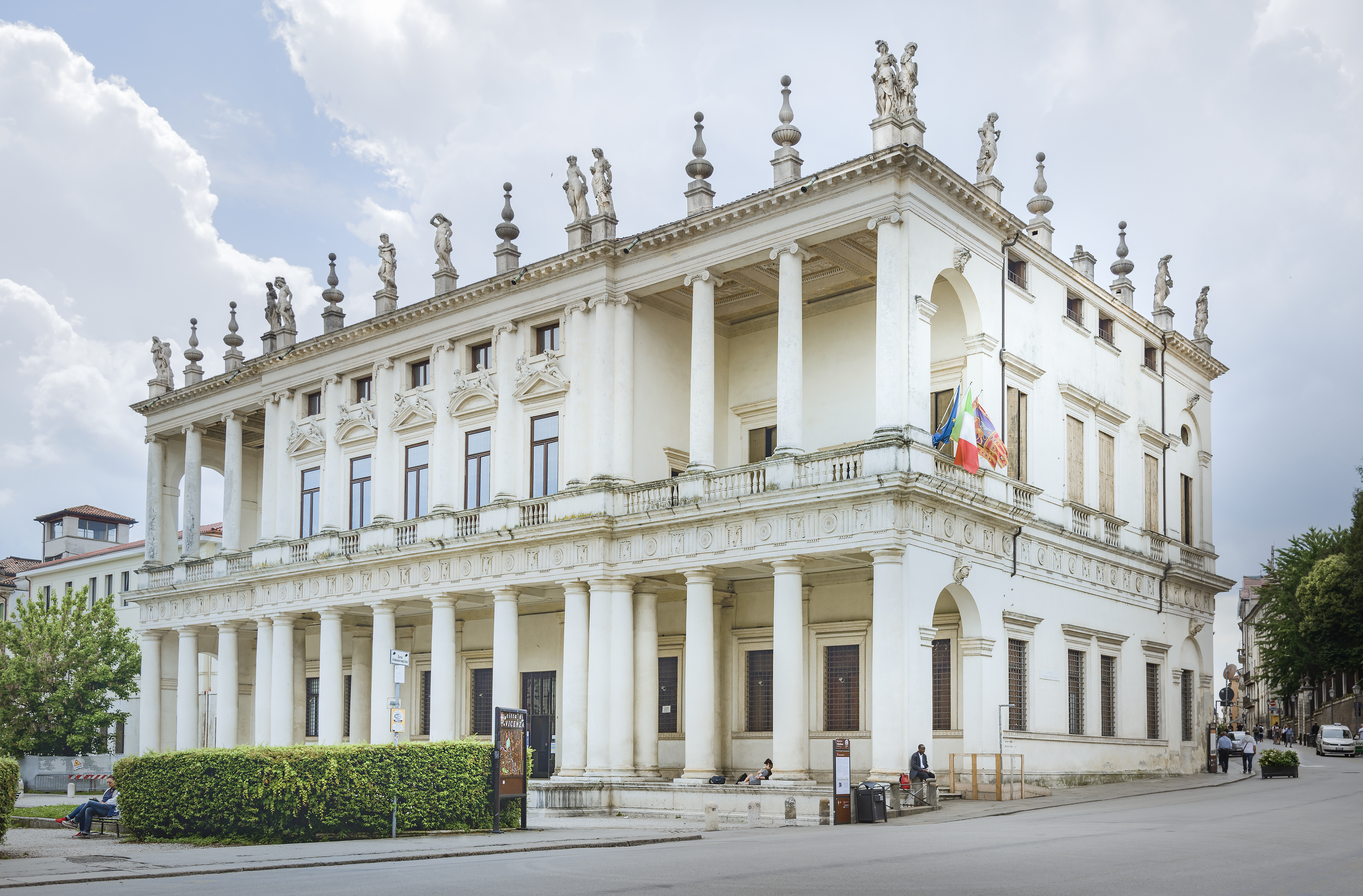
Palazzo Chiericati, Vicenza
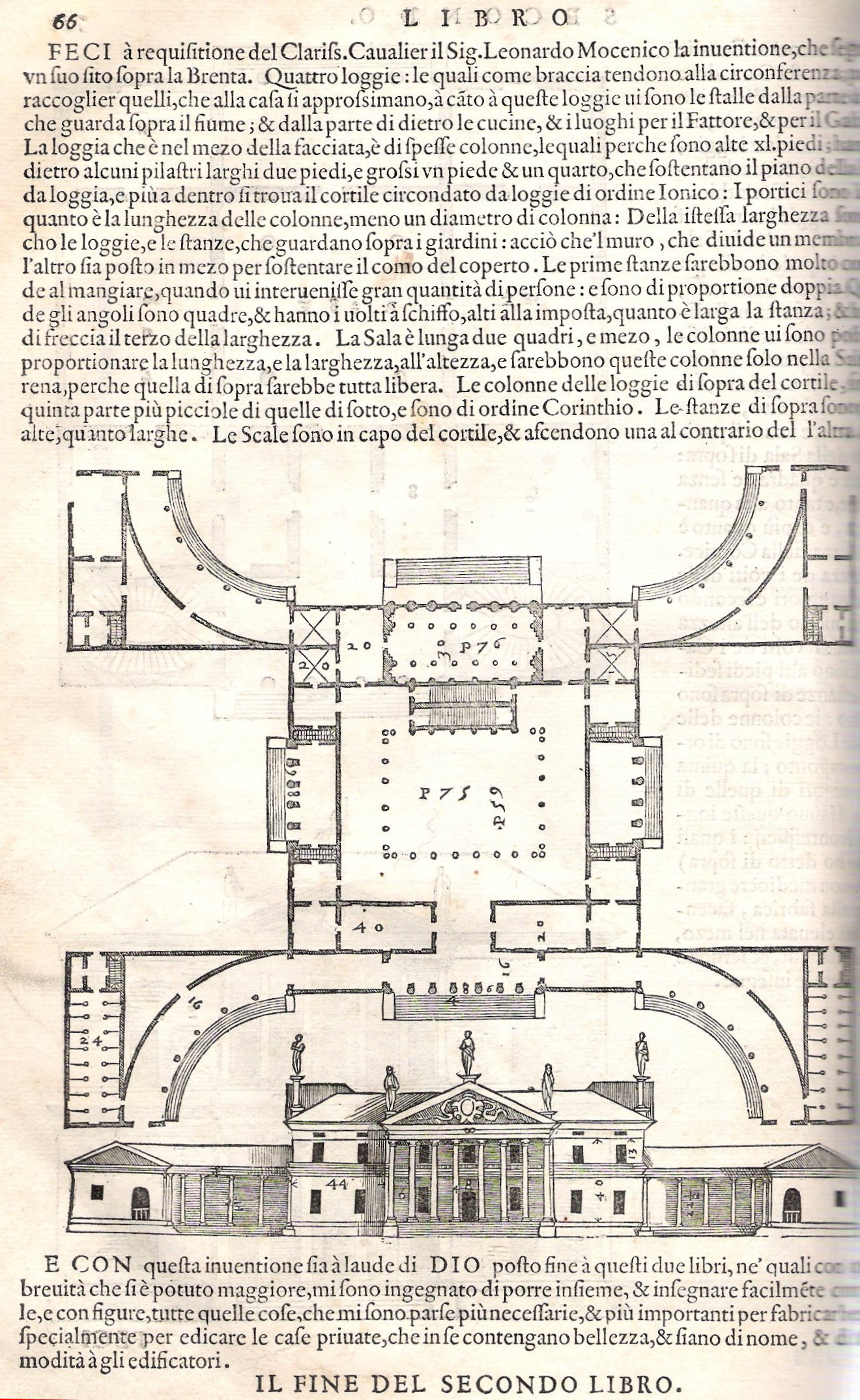
Página do I Quattro Libri dell’Architettura com projeto para a Villa Mocenigo, nunca edificada

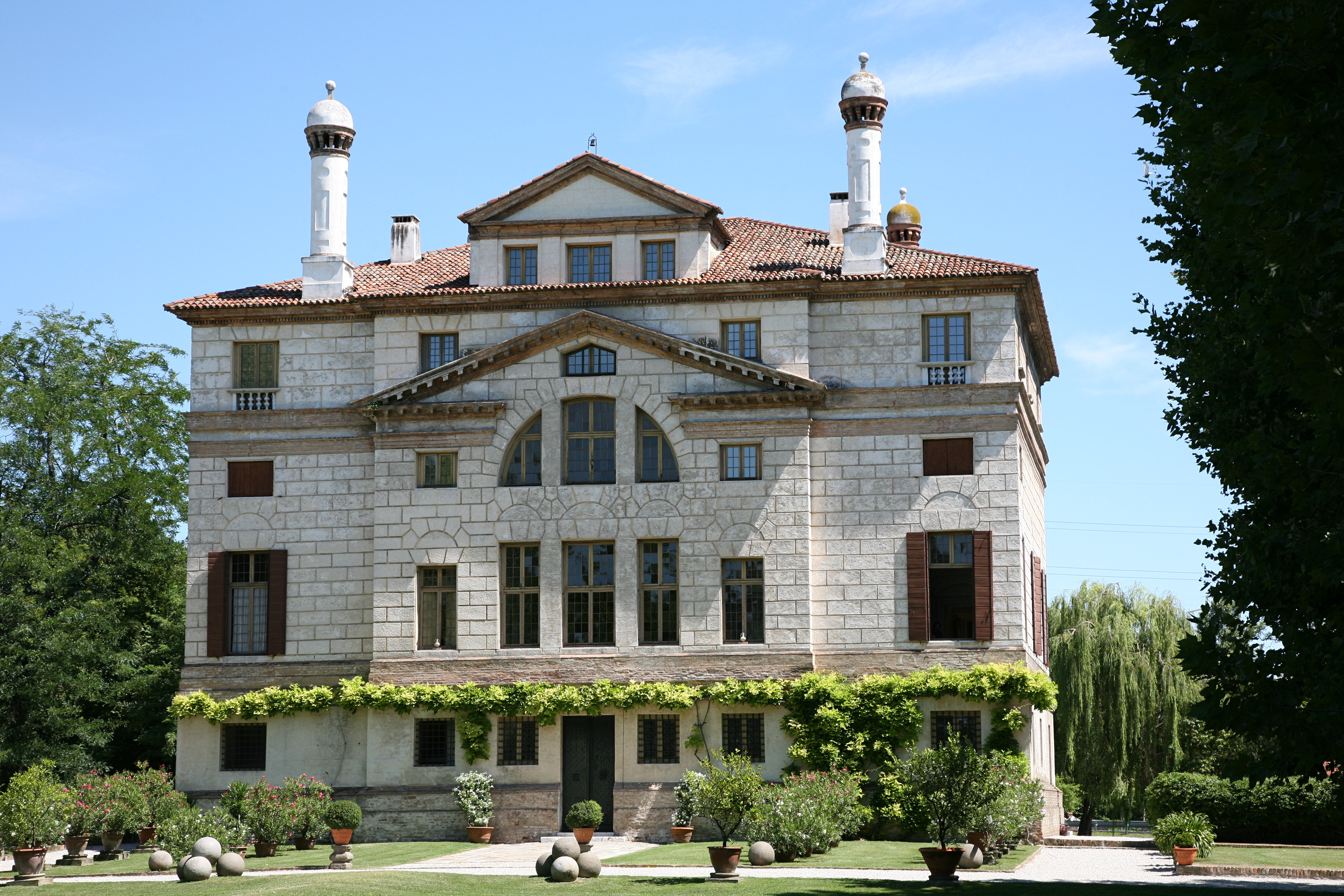
Villa Foscari, fachada traseira
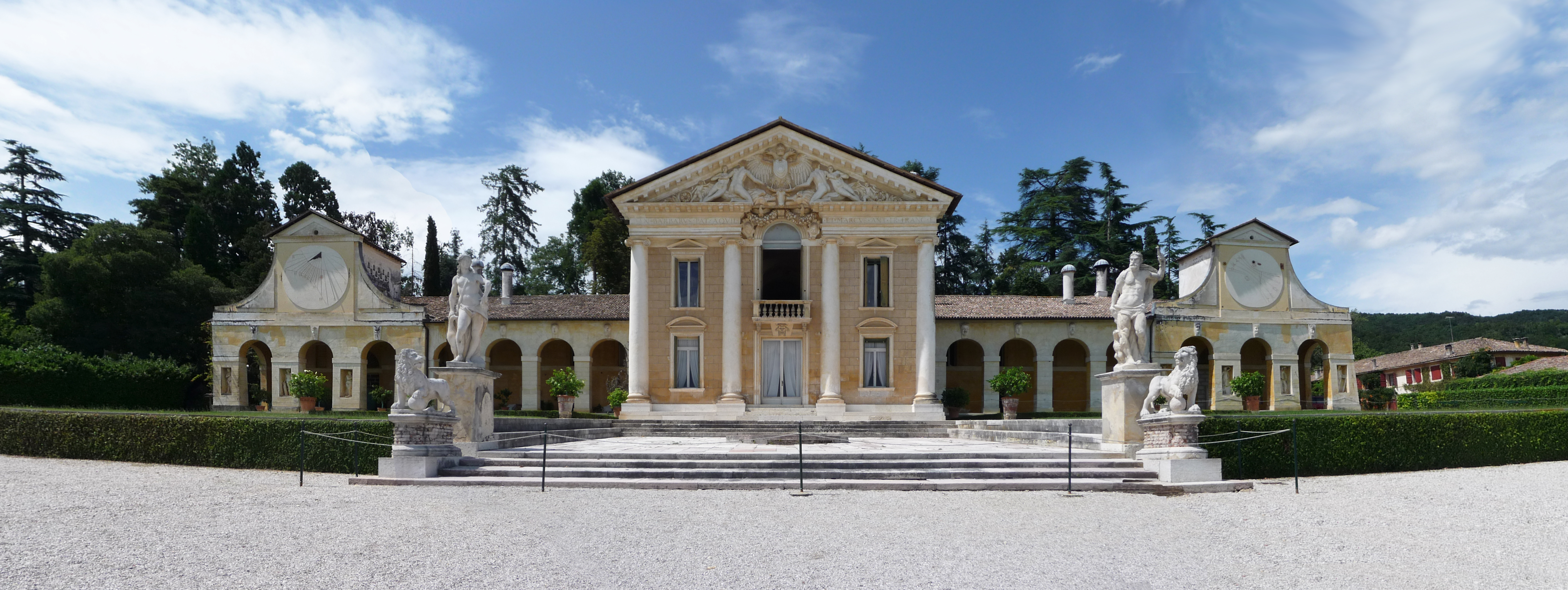
Villa Barbaro, Treviso
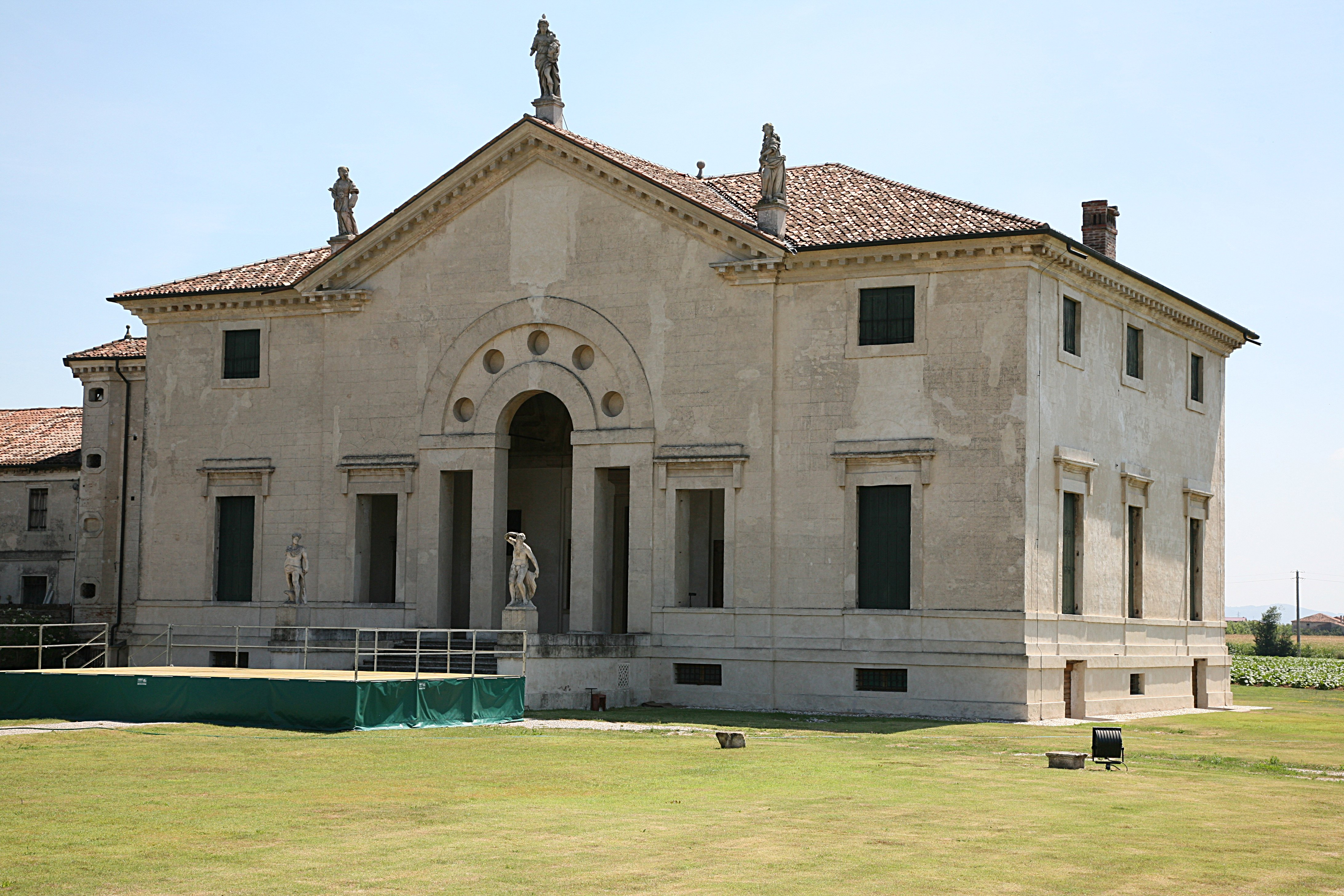
Villa Pojana, Pojana Maggiore, com a típica janela palladiana servindo como pórtico de entrada
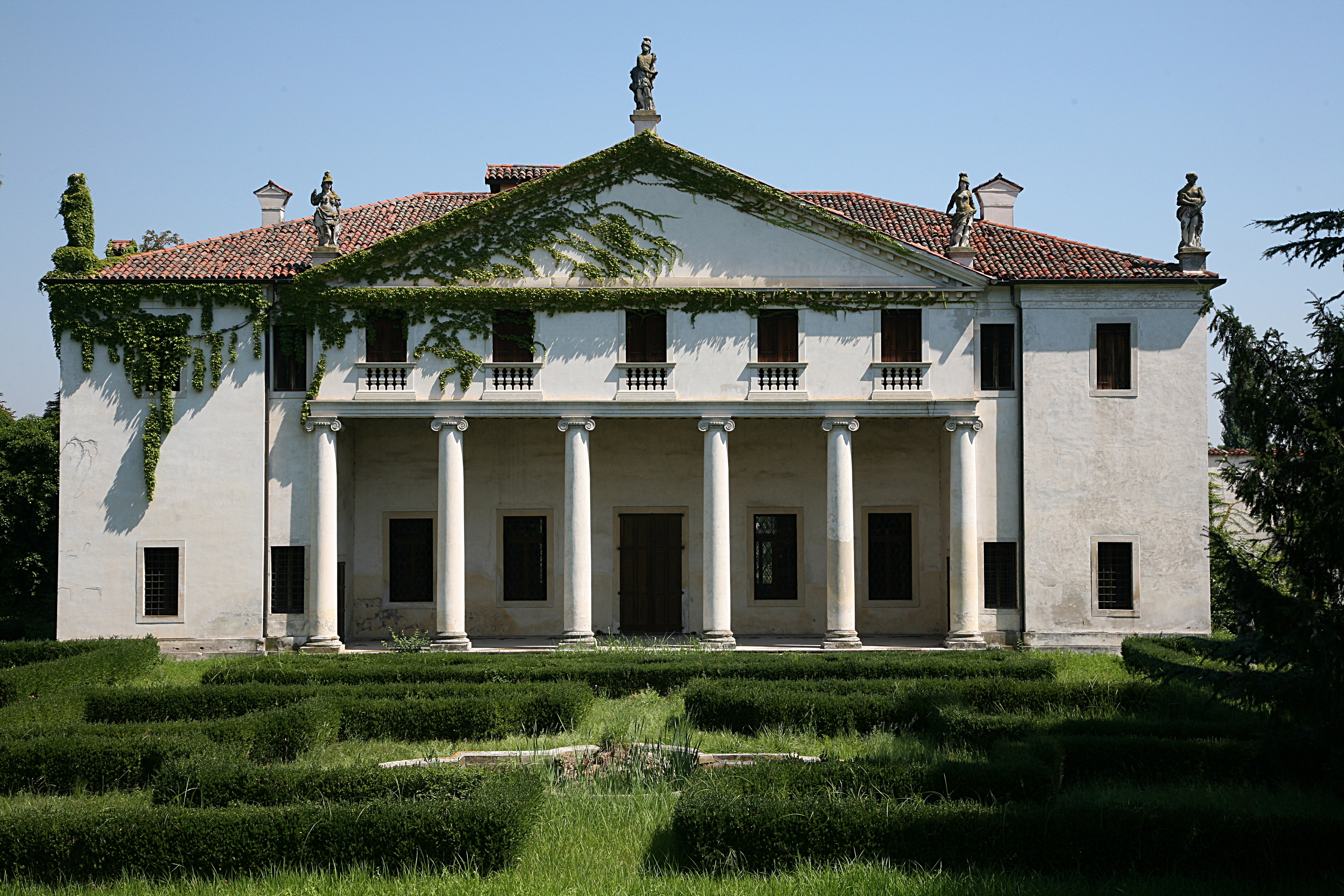
Villa Valmarana Scagnolari Zen, Bolzano Vicentino

## O palladianismo depois de Palladio

### Itália
Depois de terem caído de moda na maior parte da Itália pouco depois da morte de Palladio, seus princípios foram revividos no século XVIII, no contexto mais amplo do surgimento do Neoclassicismo. O Vêneto, terra natal de Palladio, foi uma exceção; para Argan sua tradição continuou bastante viva e foi um fator de retardo da penetração barroca na arquitetura da área, a qual só aconteceu por volta de 1700, sem exclusão completa da tradição classicista, e, segundo Kirk, dificilmente se pode falar ali em um "neo" classicismo. Vincenzo Scamozzi foi da geração seguinte a Palladio e em parte seu contemporâneo. Sua contribuição foi durante muito tempo eclipsada pela de Palladio. Participou na reforma de algumas obras palladianas e quando o mestre morreu assumiu a condição de preferido da elite vêneta e líder do círculo palladiano, sendo o autor de várias villas. Também escreveu um vasto tratado com mais de mil páginas, L'Idea della Architettura Universale (1615), que foi a última grande obra teórica sobre arquitetura do Renascimento e também a sua súmula, onde defendeu os princípios de Palladio e da escola idealista. O tratado foi frequentemente debatido na Academia da França e foi uma referência constante ao longo do século XVII em toda Europa, sendo traduzido para vários idomas.

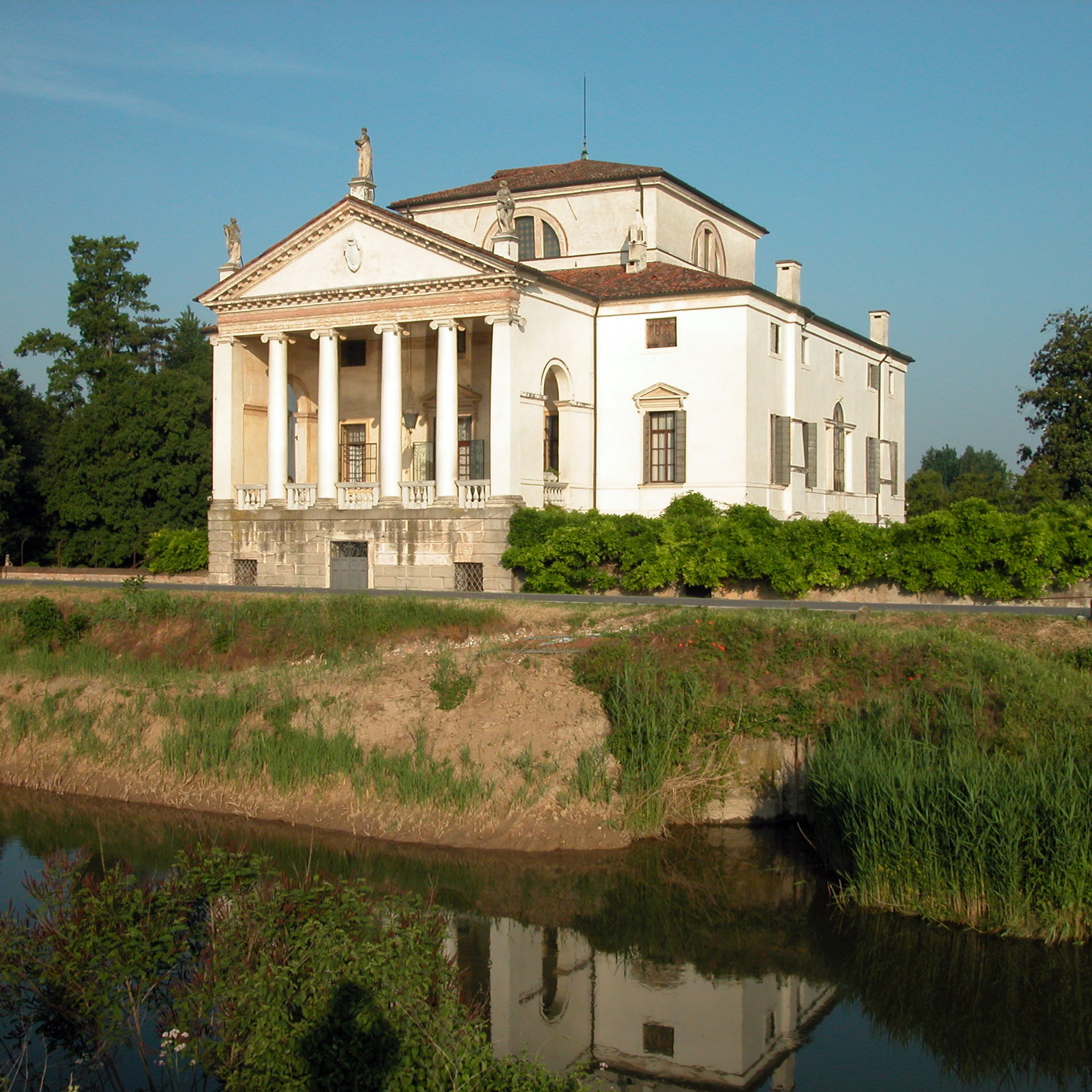
Scamozzi: Villa Molin

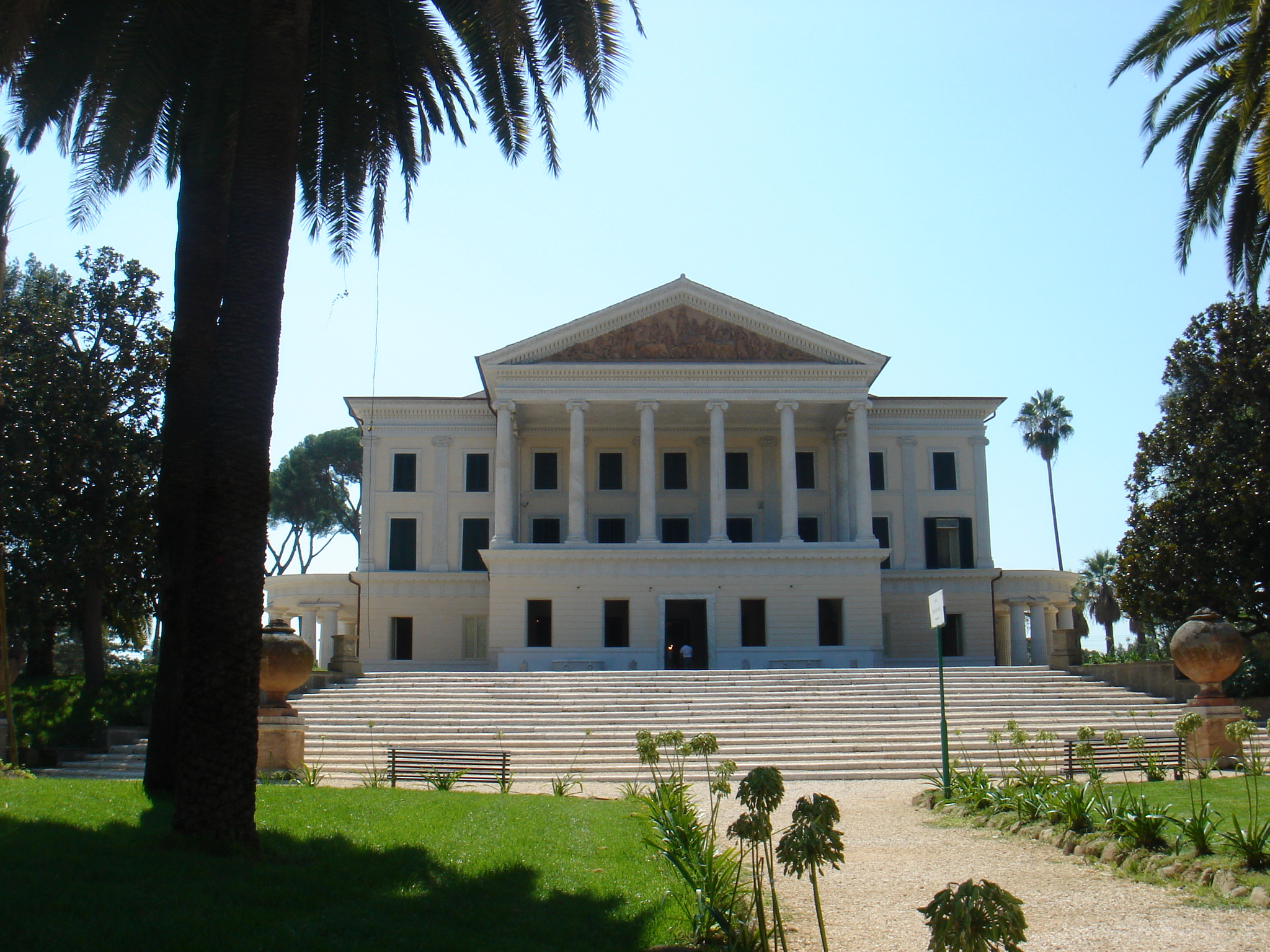
Valadier: Villa Torlonia

Giannantonio Selva foi outro caso típico de continuidade no Vêneto. Arquiteto e cenógrafo viajado, estudante de matemática, fora aluno de Tommaso Temanza, também um palladiano. Em 1779 ele seguiu Quarenghi para a Rússia, e depois voltou a Veneza, onde foi contratado em 1787 pela Nobile Società, depois de um concurso, para construir um teatro na cidade, o hoje célebre La Fenice. O projeto foi concluído rapidamente e inaugurado em 1789, evidenciando a herança palladiana nos ritmos da sua volumetria e na economia da decoração, mas incorporando traços de outras escolas. O edifício mostra a complexa integração de correntes distintas comum nesta fase — palladianismo, avanços científicos, interesses comerciais e um toque de charme rococó. Essa síntese tinha como objetivo básico criar uma nova estética que privilegiasse a clareza e simplicidade construtiva, definindo um padrão para o edifício público que fosse ao mesmo tempo, como dizia o teórico Francesco Milizia, cômodo, sólido e imponente, um eco bastante fiel do ideal palladiano de utilidade, solidez e beleza.
Giacomo Quarenghi chegou a Roma em 1763 interessado em suas ruínas clássicas. Inscreveu-se como aluno de Derizet e Posi, que pouco o impressionaram, mas, ao ler uma edição do I Quattro Libri dell’Architettura, queimou todos os seus desenhos e estudos anteriores, e acorreu de volta às ruínas, onde poderia "aprender a boa e perfeita escola". Em 1768 os monges beneditinos de Subiaco lhe encomendaram um projeto de reforma da Igreja de Santa Escolástica, iniciado em 1770. O prédio medieval foi inteiramente refeito em um estilo austero, diretamente derivado de Palladio. Mas quando o edifício foi aberto a uma inspeção em 1773, ainda incompleto, não suscitou nenhum entusiasmo no cardeal Braschi, o patrono das obras. Logo em seguida Braschi foi eleito papa, e Quarenghi percebeu que sua carreira não teria futuro na Itália. Em 1779 abriu-se uma oportunidade quando o embaixador russo visitou o país em busca de arquitetos para trabalharem para Catarina, a Grande. Aceito, partiu imediatamente para São Petersburgo, tornando-se o arquiteto favorito da imperatriz. Esta parte de sua carreira, contudo, será abordada na seção correspondente à Rússia.
Roma no século XVIII ainda estava muito ligada à herança barroca para poder realizar um neoclassicismo importante ou original. O melhor nome dos setecentos é Giuseppe Valadier, admirador de Vitrúvio e seguidor confesso de Palladio, mas sua personalidade pacata fez dele um dócil servo da Igreja Católica, sem ambições pessoais. Na opinião de Argan seu trabalho é digno, claro, limpo, mas sem surpresas, onde se destacam o projeto da Villa Torlonia e da Piazza del Popolo, com belo efeito cenográfico e eficiente integração ao parque do Pincio, que fica anexo.

### Grã-Bretanha
A continuidade do legado de Palladio foi assegurada principalmente na Inglaterra, para onde o estilo foi levado por Inigo Jones, que o estudou na Itália em suas viagens com o conde de Arundel Thomas Howard, um grande colecionador. O palladianismo de Jones era em boa parte limitado às fachadas, deixando de lado as cerradas relações matemáticas que distinguiam a obra original de Palladio. Entre suas criações estão desenhos para a Queen's House em Greenwich, parte da Wilton House e a Banqueting House em Whitehall, além do palácio real incompleto de Carlos I em Londres. Na segunda metade do século XVII foram erguidas diversas mansões rurais na Inglaterra e Irlanda de acordo com essa variação. Mas Jones estava por demais associado com a corte de Carlos I para seu estilo poder sobreviver à guerra civil que eclodiu em seguida. Na restauração Stuart de 1660 o palladianismo foi eclipsado pela estética barroca de John Vanbrugh, Christopher Wren e outros, e só iria ressuscitar no século XVIII.
A permanência da estética barroca foi breve, já que o estilo nunca caiu no agrado geral dos ingleses. Em 1714 lord Shaftesbury já a condenara seu tratado Concerning Arts, or the Science of Design, considerando-a irracional e fruto de deplorável influência estrangeira, advogando a criação de uma escola nacional. Seu apelo teve uma resposta imediata na criação do Peckwater Quadrangle na Christ Church de Oxford, completado no mesmo ano por William Townesend. Logo em seguida apareceram outras publicações que encerraram definitivamente a carreira do barroco inglês:
- Vitruvius Britannicus, or the British Architect (1715-1725), de Colen Campbell, um catálogo de ilustrações de projetos de Jones e Wren, junto com obras do autor e outros colegas;
- I Quattro Libri dell’Architettura, de Palladio, em edição trilíngue de 1715 de Giacomo Leoni;
- De Re Aedificatoria, de Alberti, editado em 1726, e
- The Designs of Inigo Jones... with Some Additional Designs, de William Kent, de 1726, com uma sequência em 1744 por John Vardy.[25]

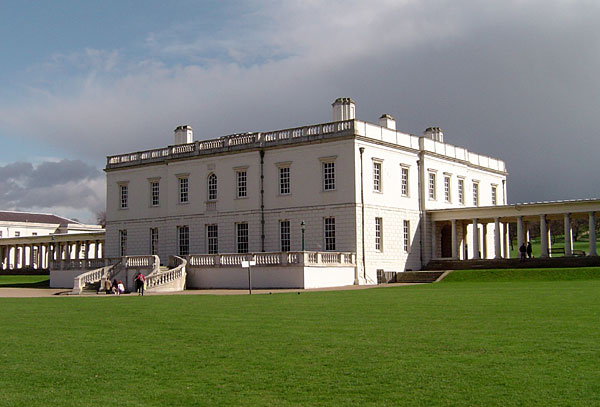
Jones: Queen's House

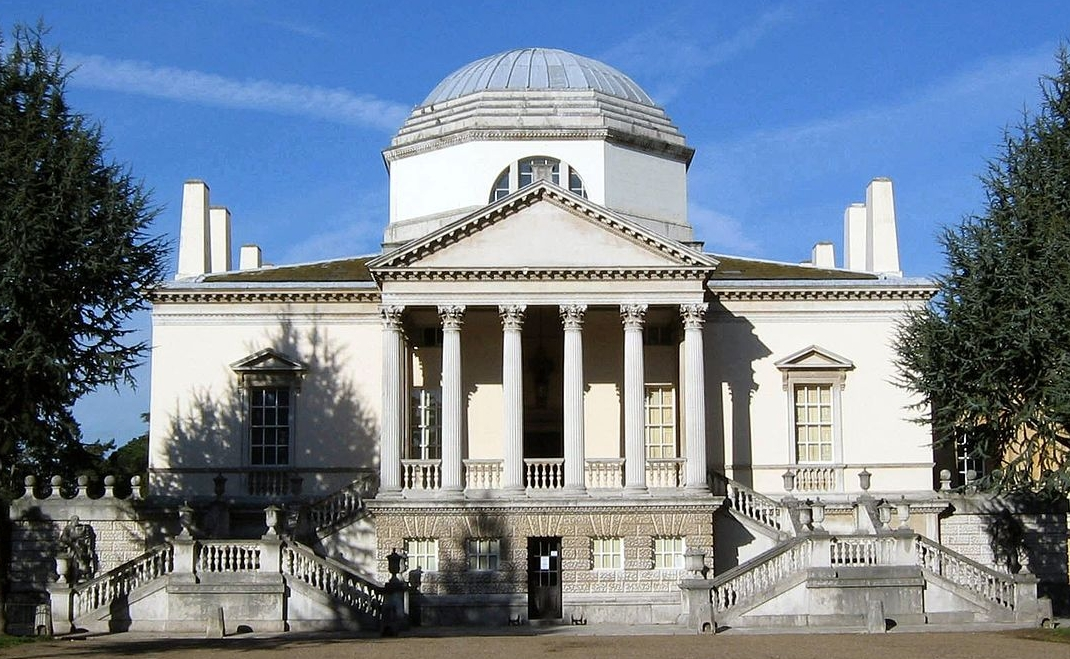
Burlington e Kent: Chiswick House

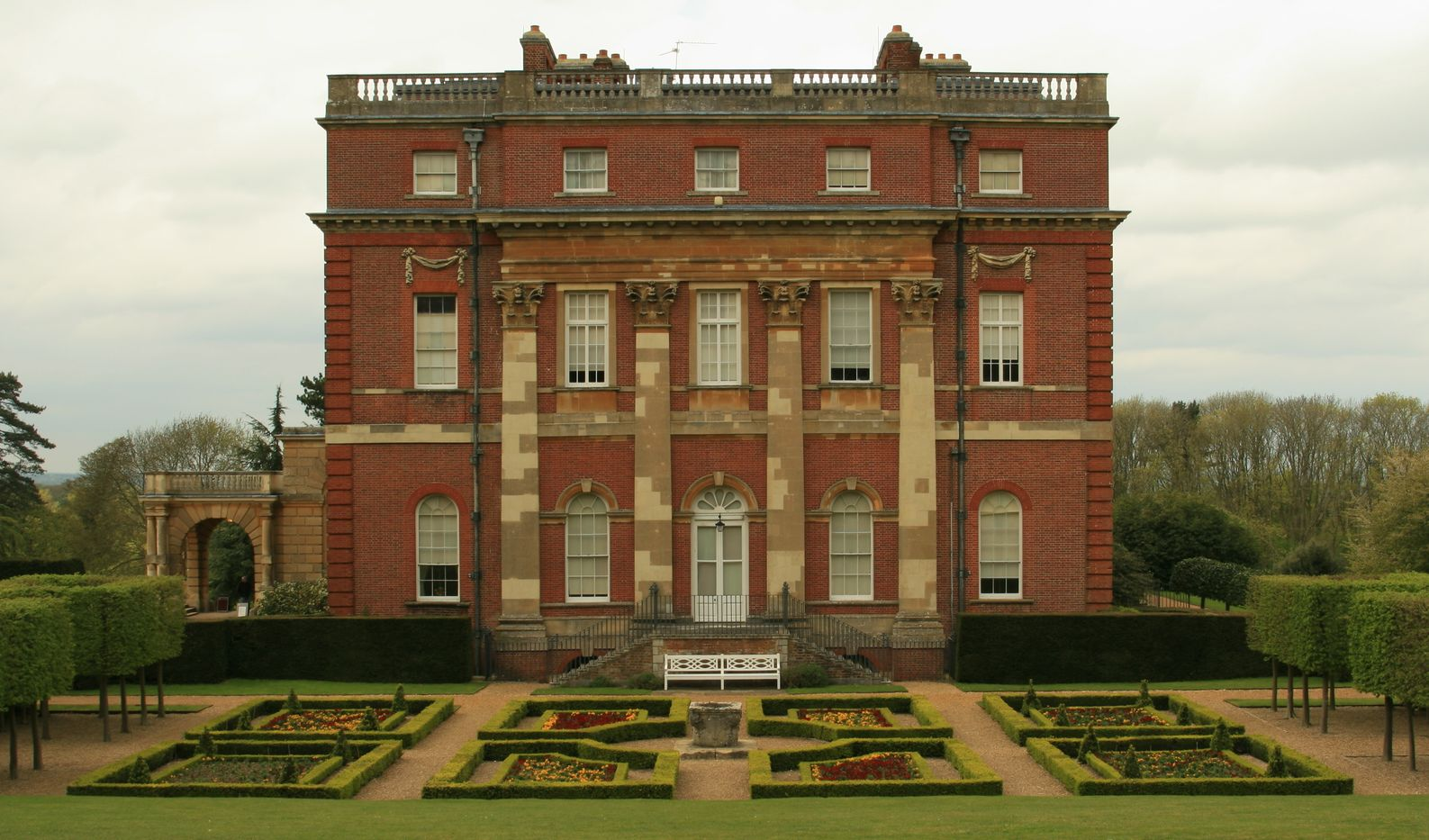
Leoni: Clandon House

O mais popular deles foi o Vitruvius Britannicus, em quatro volumes, que derivava diretamente da obra de Vitrúvio, posicionava-se contra "as corrupções do Barroco" e elegia Palladio como um modelo adequado de austeridade, louvando sua influência sobre Inigo Jones. Mas todos foram importantes para a recuperação do palladianismo ao longo do século XVIII, e seus autores se tornaram o assunto do momento. Campbell foi contratado pelo banqueiro Henry Hoare I para construir sua mansão em Stourhead, projeto baseado na Villa Emo de Palladio e que imediatamente se tornou o modelo para diversas outras casas aristocráticas pelo interior. Um grupo de nobres formou uma Junta para a Arquitetura e convidou o arquiteto italiano Alessandro Galilei, a fim de introduzir definitivamente o classicismo na Inglaterra para combater o Barroco papista e absolutista. Em 1719 um membro da Junta, sir Thomas Hewett, assumiu a posição de Supervisor-Geral das Obras do Rei, e passou a favorecer os palladianistas, que ocuparam vários postos-chave na hierarquia estatal. Logo a liderança da escola foi assumida por Richard Boyle, conde de Burlington, que visitara a Itália e conhecera as villas palladianas, e era admirador de Jones. Entusiasmado com leitura dos livros de Campbell e Alberti, ele incentivou a publicação de outros livros que resgatavam o palladianismo, incluindo o de Kent, e também via o Barroco como símbolo do absolutismo católico estrangeiro. Ele e Kent ergueram em 1729 a Chiswick House, uma interpretação da Villa Capra de Palladio, mas com escassa ornamentação, um traço que se tornaria dominante no palladianismo britânico. Na década seguinte os dois arquitetos desenharam um dos mais importantes representantes da corrente na Inglaterra, a Holkham Hall, em Norfolk. O bloco principal da casa seguia de perto o ideal palladiano, mas as alas laterais ganharam relevo e deixaram de ser aposentos de serviço e depósito, integrando-se à área de circulação da família. Outras contribuições importantes foram a de Roger Morris, criador de uma versão muito pessoal do palladianismo, e de Isaac Ware, autor de uma nova tradução do I Quattro Libri dell’Architettura e de vários outros livros. Esses arquitetos, mais Flitcroft, Campbell e Kent, e vários outros, estavam todos sob alguma forma associados a Burlington, e esse grande grupo acabou por alcançar seu objetivo de formular uma escola nacional de arquitetura sobre os padrões do classicismo, tendo Vitrúvio, Alberti, Palladio e Jones como seus fundadores.
Apesar das suas variações e predileções pessoais por aspectos particulares, o grupo voltou a defender o emprego de proporções harmônicas baseadas na matemática e na música. Robert Morris foi autor de vários ensaios teóricos influentes. Usou o cubo como forma básica, e tendo a razão de 3/2/1 como fundamento, adotou as variações 4/3/2, 5/4/3 e 6/4/3 como as mais adequadas para obtenção de resultados harmoniosos. O quadrado, ponto de partida para o cubo, podia conter um círculo, e o cubo podia suportar uma cúpula, revertendo à proposição palladiana da integração entre cubo e esfera, e da mesma forma que Palladio, o arrazoado de Morris tinha associações místicas. Sua adesão era total, chamando Palladio de "gênio sublime". Outros do grupo de Burlington consolidaram os conceitos palladianos e sugeriram outros sistemas de proporção baseados neles, mas Morris foi o teórico mais completo. Entretanto, havia uma tendência nesse grupo de ver a arquitetura mais como uma arte autônoma, um tanto desvinculada dos aspectos de conveniência prática, dando pouca atenção, por exemplo, aos interiores. Robert Castell lançou em 1728 The Villas of the Ancients Illustrated, propondo a reconstrução ideal de vários edifícios perdidos da Antiguidade, acompanhado de ilustrações de alta qualidade. Com o corpus teórico estabelecido, o triunfo do Palladianismo estava assegurado, tornando-se a tendência dominante. Também merecem nota os arquitetos Richard Cassels e sir Edward Lovett Pearce, atuando na Irlanda, e mais John Carr, Matthew Brettingham e James Paine. Mas logo a escola tornou-se excessivamente dogmática, rechaçando quaisquer experimentos que não se encaixassem nas regras de proporção estabelecidas, e a partir da década de 1740 sua filosofia começou a ser questionada, também porque o estilo se tornara excessivamente identificado com o partido Whig, desencadeando a rejeição daqueles que apoiavam os Tories.

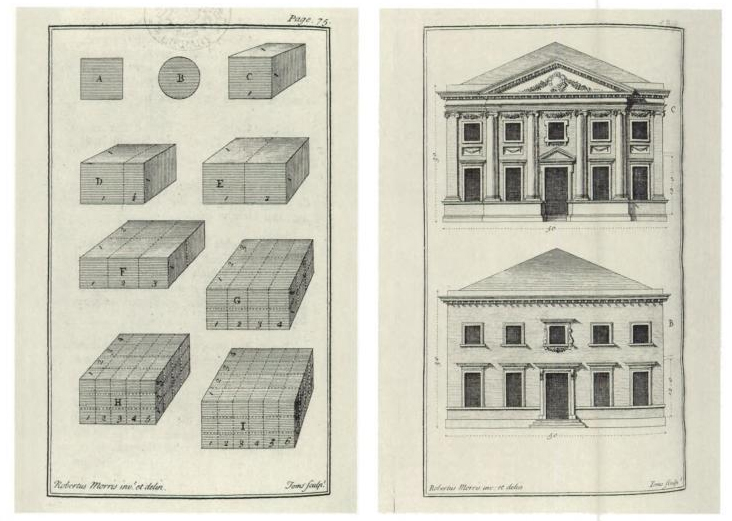
Robert Morris: Sistema de proporções e estudo de ornamentos

Paralelamente, ao contrário das villas italianas, que são mansões elegantes mas relativamente pequenas, logo o palladianismo britânico evoluiu para se tornar uma representação do poder da alta aristocracia, e com isso o interesse principal recaiu nas fachadas, que se tornaram cada vez mais amplas, perdendo às vezes os edifícios em profundidade. Existem casos extremos em que a profundidade do edifício se reduziu a apenas um cômodo, estando todos enfileirados frontalmente para dar uma maior impressão de grandiosidade. Mesmo assim o impacto cenográfico dessas representações era uma herança nitidamente palladiana, e se inseria no movimento paralelo de reorganização do paisagismo inglês de acordo com ideias clássicas de cultivo da natureza através da vontade humana, preservando-lhe porém um aspecto de "naturalidade", que de todo modo era fruto de um planejamento racional, anulando as distinções entre natureza e arte.
O palladianismo começou a se transformar com o aparecimento de estéticas alternativas, e com a morte de Burlington em 1753 seu grupo perdeu seu principal esteio e passou a trilhar caminhos distintos. Alguns, como Ware, Carr e Flitcroft, se afastaram consideravelmente da órbita palladiana para abraçar outras tendências, tais como uma classicismo diretamente inspirado na Grécia sem passar pela interpretação do mestre italiano, ou mesmo o neogótico e o rococó. Robert Adam foi um dos mais notórios representantes desse novo ecletismo. Ataques importantes à doutrina vieram da parte de Lord Kames, que escreveu o tratado Essays on Criticism (1762), e de Archibald Alison, autor dos Essays on the Nature and Principles of Taste (1790), que formam juntos o mais importante corpus de crítica estética do século XVIII na Inglaterra. Neles argumentavam que as proporções matemáticas imutáveis não podiam ser o único critério de avaliação, a não ser que a apreciação de um edifício fosse feita a partir de um único ponto de vista, quando todas as relações apareceriam como corretas. Mas como na vivência real o observador se desloca pelo espaço, se formam novas perspectivas diante do observador, alterando as relações entre os volumes. Com essas proposições eles retiravam o juízo do ideal, do ético e do abstrato e o traziam para a esfera do mundo prático e da percepção puramente sensorial. Outra voz que se elevou contra o palladianismo foi a do artista William Hogarth, que o acusava de ser tirânico, conservador e acadêmico, perdido em teorias que se afastavam demais da realidade prática.
Entre os legados mais importantes do palladianismo britânico estão a sua grande contribuição para o cultivo do classicismo em geral — embora no final do século XVIII ele tenha sido deslocado em favor da tendência especificamente neoclássica, que preferia fazer uma referência direta à Grécia e Roma evitando interpretações intermediárias —, para a formação da eclética arquitetura georgiana — que teve grande aceitação entre a classe média e perdurou até meados do século XIX, sendo exportada até para o Oriente durante o auge do Império Britânico —, e para a implantação da primeira estética arquitetônica classicista nos Estados Unidos e Canadá, através da atuação dos colonos ingleses na América do Norte.

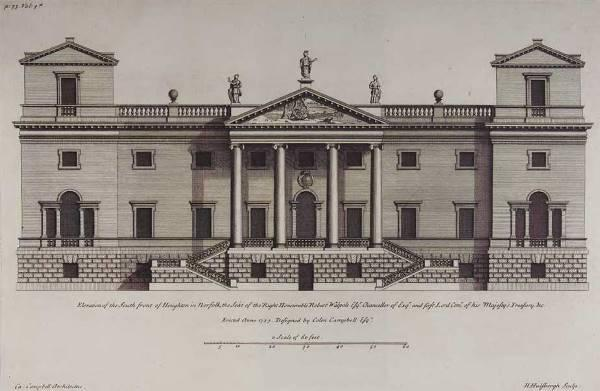
Campbell: projeto original da Houghton Hall. O edifício foi depois construído com a adição de cúpulas nas extremidades
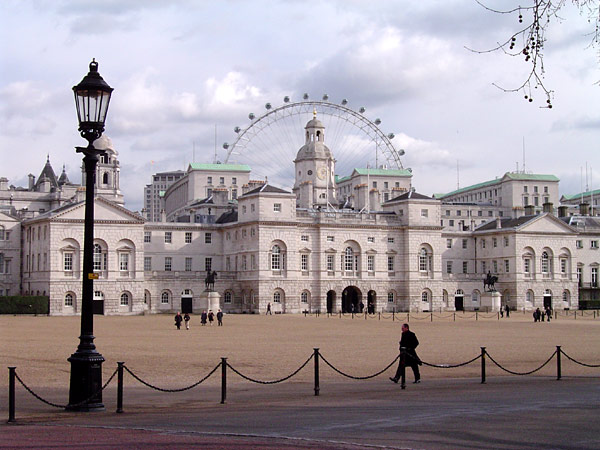
Kent: Horse Guards, terminada por Thomas Vardy e Thomas Robinson
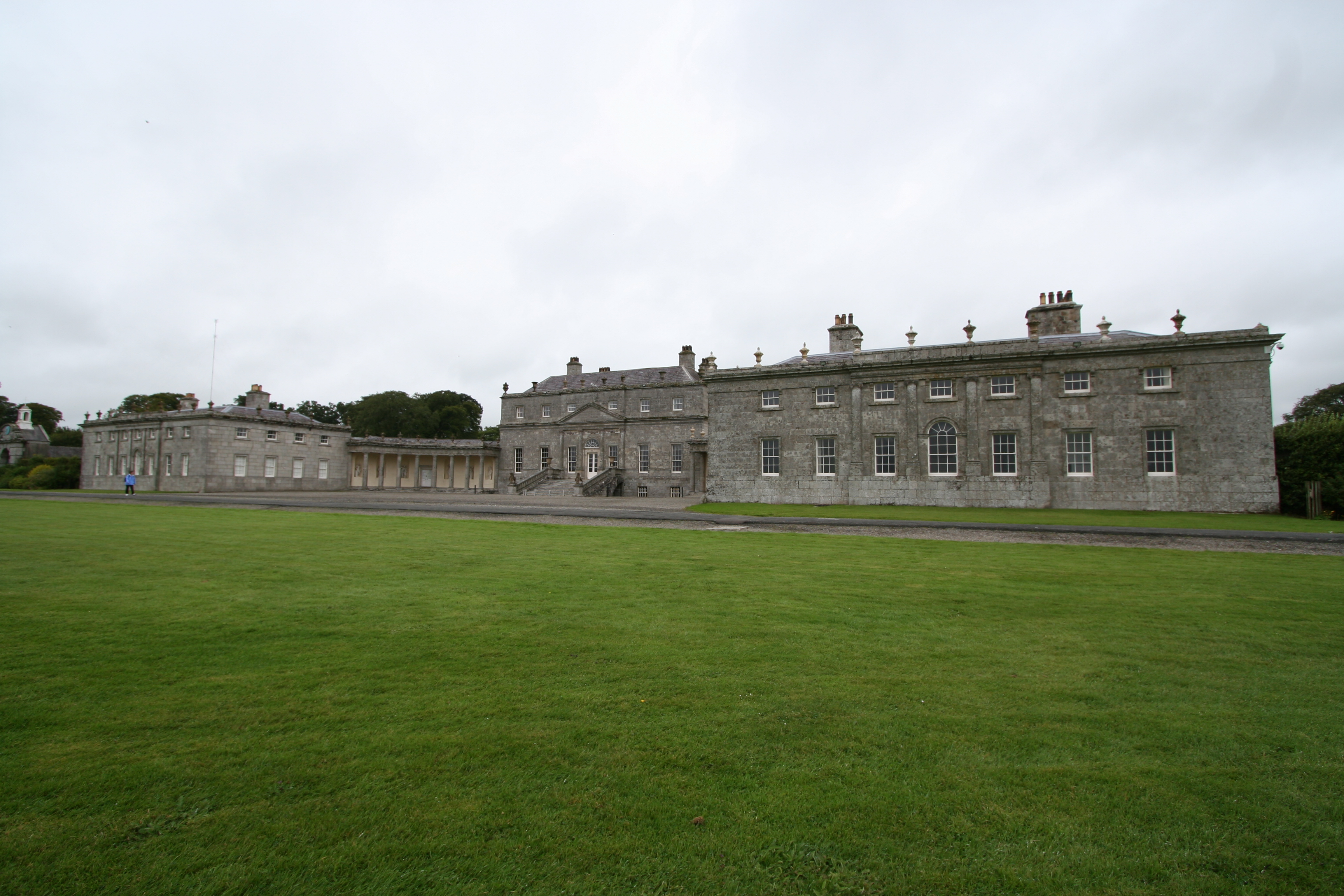
Cassels: Russborough House
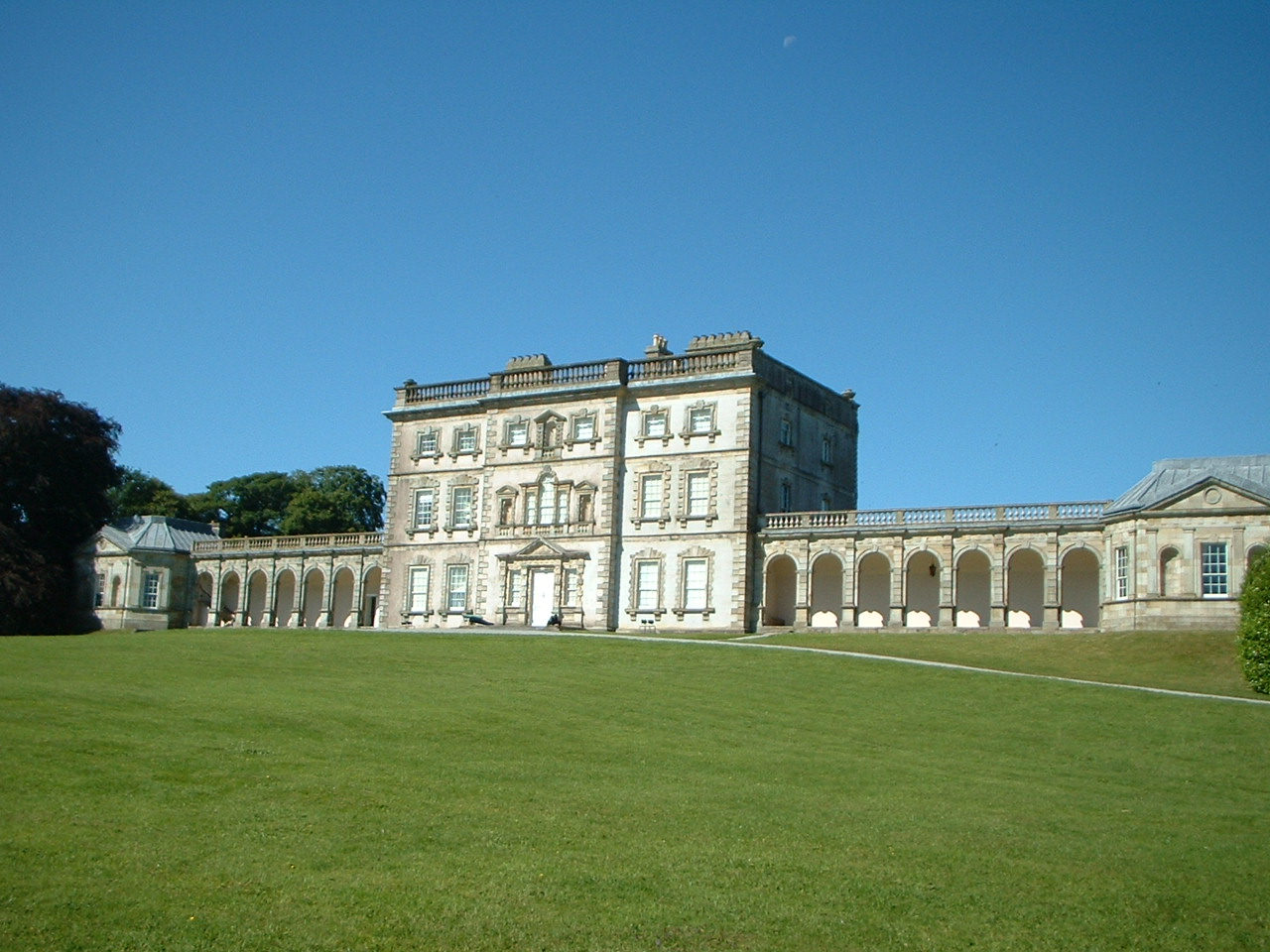
Cassels: Florence Court

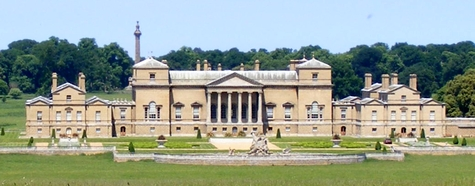
Burlington e Kent: Holkan Hall
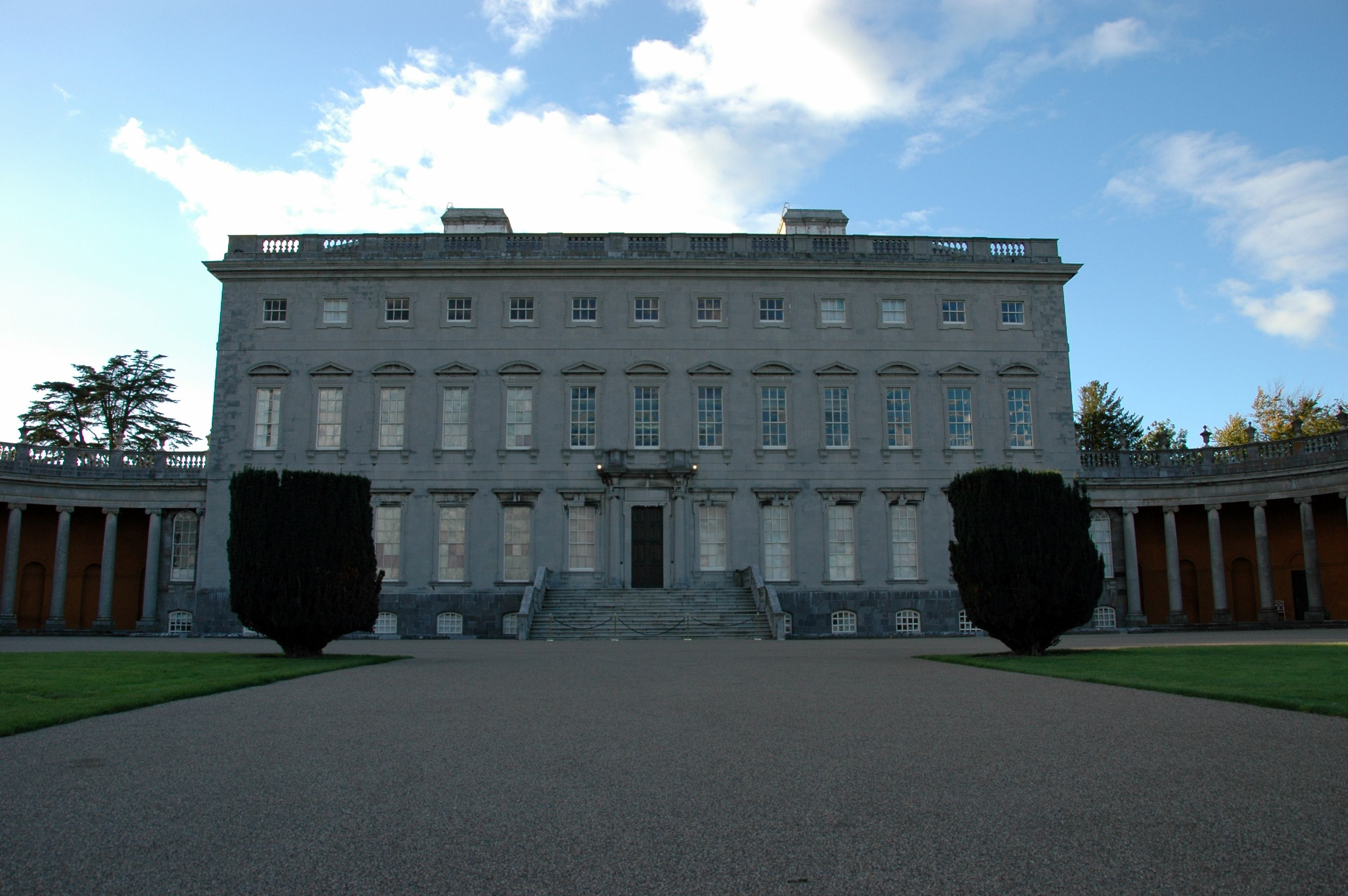
Galilei e Pearce: Castletown House
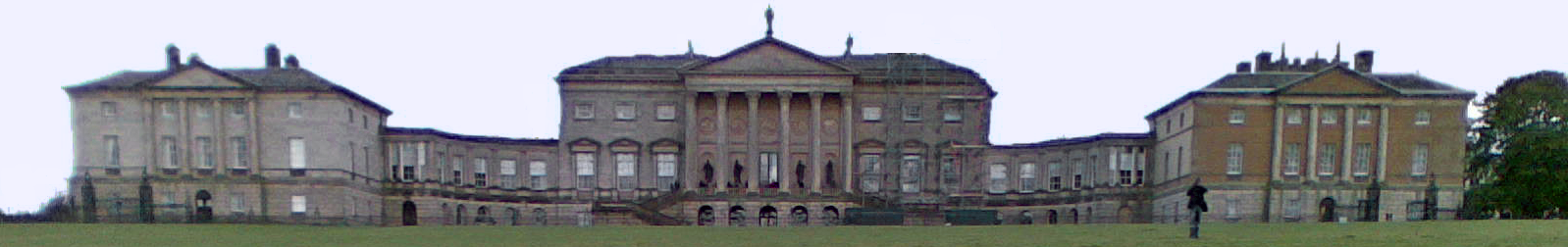
Brettingham: Kedleston Hall, terminada por James Pain e William Adam
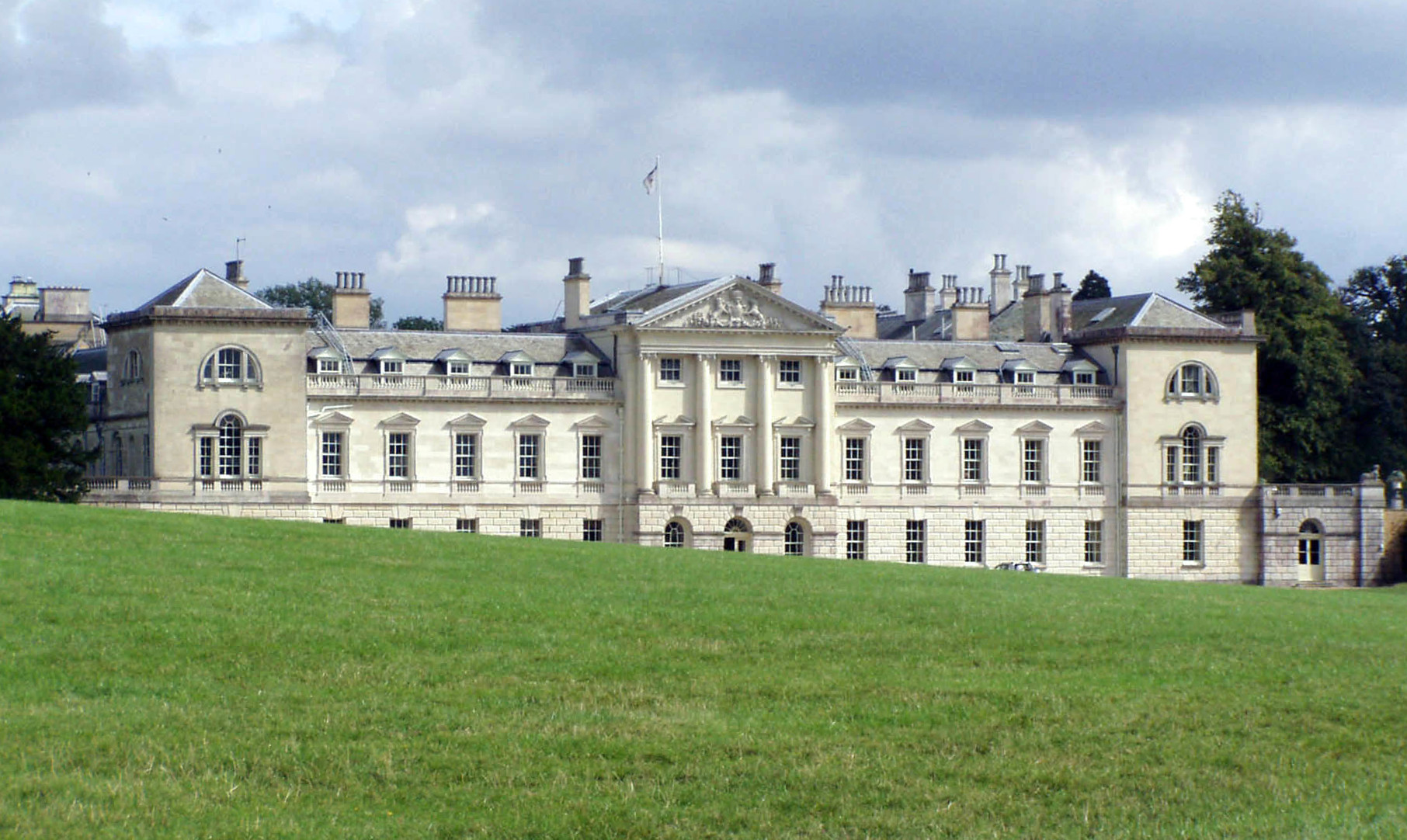
Flitcroft: Abadia de Woburn

### Estados Unidos
A influência de Palladio nos Estados Unidos se fez sentir desde as primeiras décadas do século XVIII, quando ele estava começando a se tornar outra vez popular entre os arquitetos da Inglaterra. Neste momento a arquitetura como profissão ainda não existia nos Estados Unidos, e se passariam muitos anos antes de ela se consolidar. Os edifícios estavam nas mãos de construtores amadores, que dispunham apenas de um conhecimento prático e pouca teoria, mas logo começaram a circular alguns dos livros recentemente publicados na Inglaterra, que deram os modelos para serem imitados, e justamente por essa escassez de referências consistentes tais publicações foram recebidas com avidez. Além disso, o fato de a América ainda ser uma colônia contribuiu para que o exemplo vindo da metrópole fosse ainda mais requisitado, a fim de se recriar no Novo Mundo um pouco da atmosfera de civilização e cultura que se sentia ausente, enquanto que, a par disso, sua origem imediata britânica servia como um veículo simbólico para a reafirmação e perpetuação da estrutura de poder do colonialismo imperialista. A precária base estética dos construtores locais, que não haviam ainda desenvolvido quaisquer identidades artísticas sólidas, necessariamente fez também com que os projetistas passassem a depender pesadamente dos prestigiados modelos livrescos, muitas vezes interpretando-os de modo ingênuo, ou foram forçados pelas circunstâncias a fazer simplificações. Esse contexto gerou uma tendência padronizadora, com a frequente repetição quase literal de soluções de um projeto para outro. Segundo pensa Kimball,
"O desenvolvimento do estilo acadêmico na América foi um processo reverso daquele na Inglaterra, não iniciando com uma grande personalidade e grandes monumentos que corporificassem as ideias realmente fundamentais da forma, mas aconteceu com a adoção das formas mais superficiais e com a gradual infusão de um caráter mais integralmente acadêmico. A evolução entre 1700 e a Guerra de Independência consistirá menos no emprego [...] deste ou daquele tipo especial de projeto ou de detalhe, e mais na crescente penetração nos desenhos do espírito acadêmico da organização formal. Esta evolução naturalmente procedeu mais rápido nas casas mais importantes. Nos edifícios menores ou nas regiões mais periféricas os tipos primitivos persistirão muito além da primeira introdução das formas novas. À medida que traçamos o progresso do desenvolvimento ilustrado pelos exemplos mais avançados, devemos entender que muitas casas permaneceram uma geração ou mais em atraso em um ou outro aspecto, ou mesmo no todo".

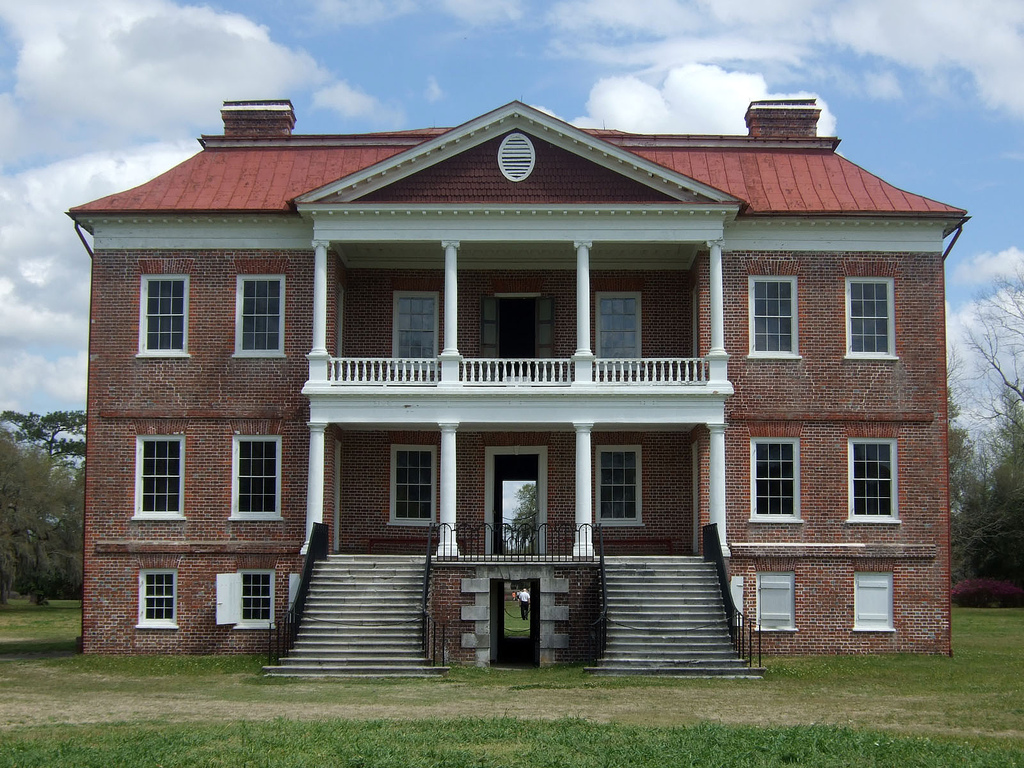
Drayton?: Drayton Hall

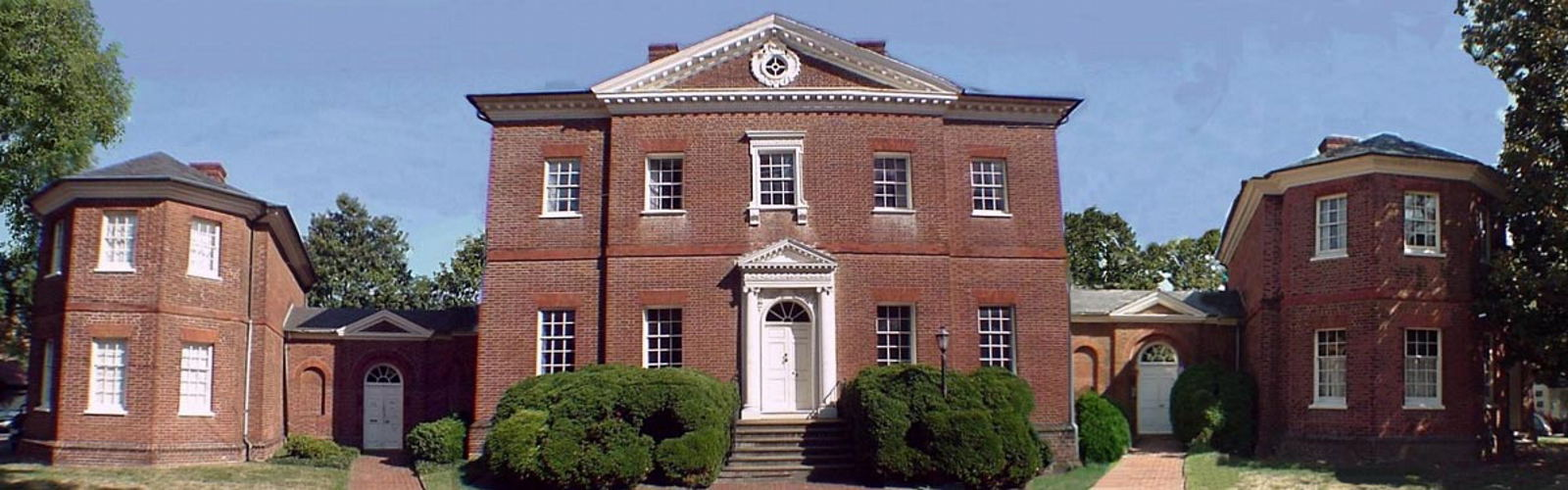
Harrison: Hammond-Harwood House

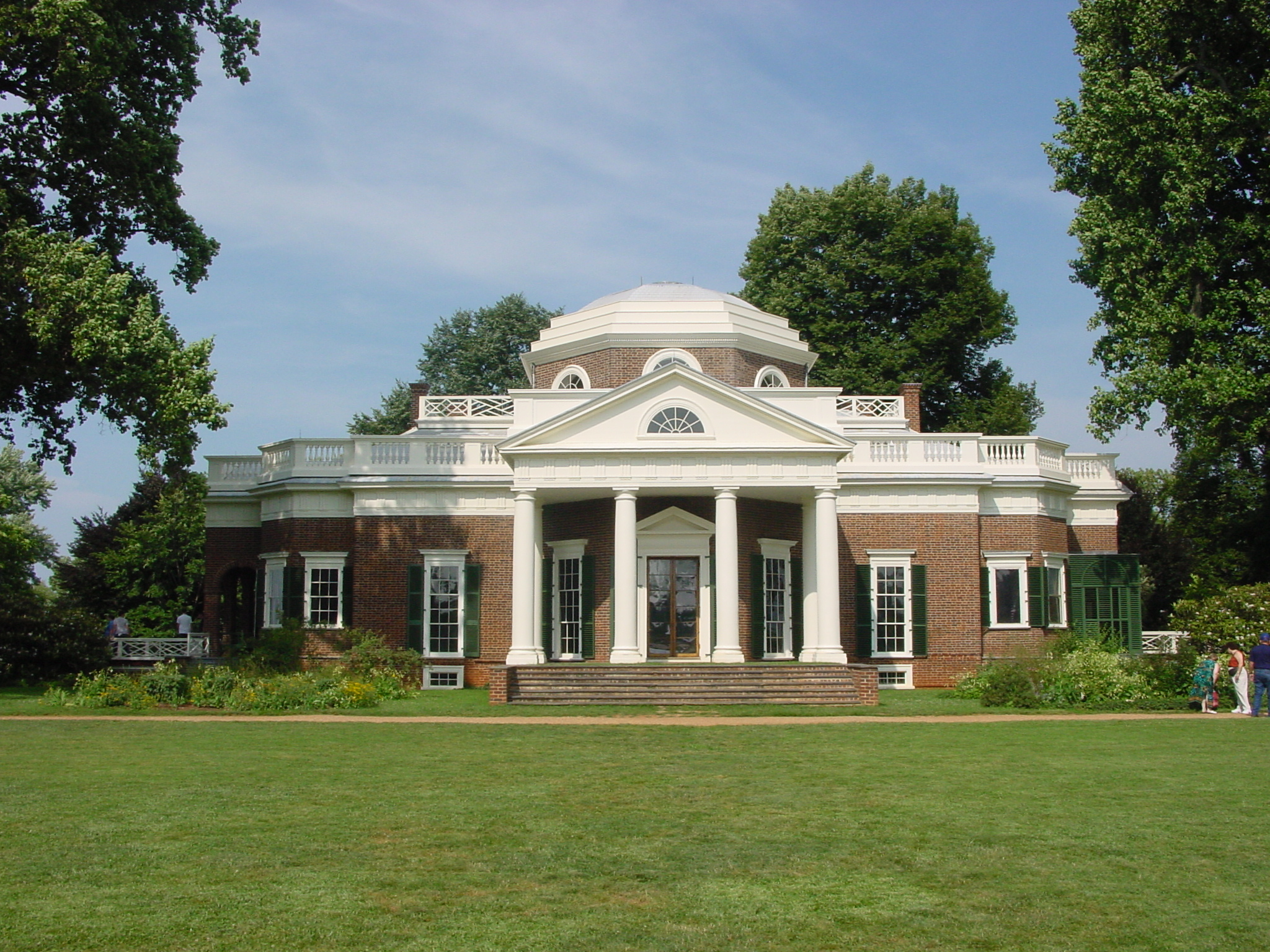
Jefferson: Monticello

Talvez o mais antigo exemplo palladiano norte-americano seja a casa de George Berkeley perto de Newport, reformada nos anos 1720 para receber um pórtico inspirado no livro de William Kent Designs of Inigo Jones, que ele deve ter trazido consigo de Londres. Outro exemplo primitivo, e um dos mais bem sucedidos, é a Drayton Hall, erguida entre 1738 e 1742 para John Drayton, por um arquiteto desconhecido, mas o projeto teve sua supervisão direta e possivelmente foi concebido por ele mesmo. É possível que ele tenha possuído uma cópia em inglês do I Quattro Libri dell’Architettura, mas é documentado que o livro de fato existia na biblioteca de um vizinho seu, Henry Middleton. Desde esse início de absorção na América o sistema palladiano sofreu algumas alterações significativas, adaptando-o a alguns costumes locais já enraizados, ou à disponibilidade de material, como se percebe na Drayton Hall, realizada em tijolos aparentes (uma tradição vinda da Holanda), e com a altura dos pavimentos tendendo a ser todas iguais.
Logo em seguida chegou a Rhode Island o inglês Peter Harrison, tido como o primeiro arquiteto de formação profissional a atuar nos Estados Unidos. Ele trouxe consigo uma considerável biblioteca classicista e foi um dos principais defensores do palladianismo local. Sabe-se que deixou grande quantidade de construções, mas poucas das que sobrevivem têm autoria documentada, já que sua biblioteca, com todos os seus arquivos e desenhos, perdeu-se num incêndio. Entre suas obras autenticadas estão a Biblioteca e Ateneu Redwood, a Sinagoga Touro e o antigo Mercado de Tijolos, inspirado em ilustrações do tratado palladiano. Na mesma época atuou William Buckland, autor da Hammond-Harwood House, tida como a mais fiel reprodução nos Estados Unidos de um edifício de Palladio, a Villa Pisani de Montagnana.
Em torno da década de 1750 as publicações especializadas se tornaram comuns. Dezoito títulos já estavam disponíveis, incluindo os de Vitrúvio, Palladio, Alberti, Campbell, Ware e mais o Palladio Londinensis de William Salmon, além de vários outros de inclinação palladiana, e dez anos depois seu número havia saltado para mais de cinquenta. O impacto dessa nova bibliografia se viu na multiplicação de edifícios públicos. As cidades mais ricas e mais intimamente ligadas à Inglaterra puderam erguer vários prédios importantes, como a Casa de Câmbio de Charleston, mas a influência foi nítida sobretudo nas mansões rurais da elite algodoeira do sul, que rapidamente enriquecia. Segundo alguns historiadores, como Kennedy e Severens, para esses fazendeiros escravocratas o palladianismo foi atraente não porque trazia a aura artística dos antigos clássicos, mas porque se acreditava que os gregos e romanos ergueram sua civilização sobre o trabalho escravo, e desta forma as villas palladianas se tornaram formas simbólicas de emular um mesmo modelo econômico. Curiosamente, diversos dos construtores de mansões rurais foram os próprios escravos, educados nos princípios da arquitetura classicista de Palladio.
A maior figura da geração seguinte foi Thomas Jefferson, que mais tarde viria a ser o presidente da nação. Sua carreira política deu-lhe muitas oportunidades de estudar a arquitetura europeia, como por exemplo quando esteve a serviço do governo na França, entre 1785 e 1789, onde desenvolveu intensa predileção pela arquitetura greco-romana e palladiana. Esse estudo o fez rejeitar o eclético estilo georgiano, popular na América, considerando-o inadequado para expressar a sua visão de uma nova república, e em seu retorno empreendeu esforços para erradicá-lo. Declarada a independência, as associações simbólicas entre os norte-americanos e os grecorromanos entraram na moda, e a cultura clássica se apresentava de várias formas na vida cotidiana, desde as máximas moralizantes que circulavam na voz do povo até no desenho dos símbolos nacionais, como a águia. Os edifícios públicos, então, foram considerados veículos particularmente qualificados para ilustrarem princípios políticos, filosóficos e culturais, e a adoção da estética clássica foi algo natural. Os clássicos eram apreciados também porque davam uma base racional para sua arquitetura. Nesse sentido o palladianismo foi especialmente bem-vindo para a formulação de um estilo nacional por oferecer um sistema fundamentado na harmonia e equilíbrio de proporções matemáticas, que tinham sua fonte na própria natureza. Ao mesmo tempo, foi absorvida a influência francesa, que nesse momento estava desenvolvendo sua própria versão do Neoclassicismo.
Da produção de Jefferson são mais citadas duas obras, que hoje são Patrimônio Mundial. A primeira foi sua própria residência, Monticello, projetada sobre desenhos de Palladio e terminada antes de sua viagem à França. Em seu retorno reformou radicalmente o edifício, ampliando-o, adicionando uma cúpula e alterando os pisos. Depois de deixar a presidência em 1809, projetou sua obra mais importante, os prédios da Universidade da Virgínia, instituição que ele mesmo havia fundado. O projeto se desenvolveu com muita influência do Neoclassicismo francês, mas as proporções que empregou tinham um padrão de desdobramento palladiano e sua localização em seu sítio obteve um efeito cenográfico igualmente caro a Palladio. Das estruturas erguidas a mais célebre é a Rotunda, uma versão menor do Panteão de Roma, com adaptações que atendiam a um simbolismo típico do iluminismo norte-americano. Sua produção pessoal foi pequena, mas exerceu vasta influência na arquitetura local até as primeiras décadas do século XIX, principalmente por sua posição destacada na sociedade norte-americana e pela sua defesa intransigente dos princípios clássicos.
Nesse processo ele teve um grande colaborador na figura de Benjamin Latrobe, a quem indicou como Supervisor dos Edifícios Públicos dos Estados Unidos. Nessa função ele detinha poder sobre todos os arquitetos do país que estavam a serviço do governo, mas sua produção própria também foi valiosa. Sua primeira edificação foi o prédio do Banco da Pensilvânia, terminado em 1801, um projeto que foi imediatamente reconhecido como uma obra-prima e largamente imitado, fazendo cair em desgraça o estilo georgiano que ali era popular. Ao contrário de Jefferson, Latrobe estimava os gregos mas não os romanos, considerando sua arquitetura rústica e confusa. Disse que "os dias da Grécia podem ser revividos nas terras da América, e Filadélfia se tornará a Atenas do mundo ocidental". Assim, sua influente contribuição direcionou o classicismo norte-americano para a arquitetura grega, a ponto de toda esta fase ser conhecida ali como a Renascença Grega, pertencendo então com mais propriedade à corrente neoclássica. Mesmo assim muitos traços palladianos ainda podem ser discernidos em várias das obras tardias de Latrobe, especialmente no prédio do Segundo Banco dos Estados Unidos, na reconstrução do Capitólio a partir de desenhos de William Thornton, destruído na guerra de 1812 (e depois de Latrobe largamente modificado), na casa de Martin Brau, hoje o Museu Taft, e na Latrobe Gate. Ele também colaborou com Jefferson nos projetos da Universidade da Virginia. Outros nomes que podem ser citados como tendo absorvido princípios palladianos são o já citado Thornton, autor de prédios como o Tudor Place e a sede da Woodlawn Plantation, e James Hoban, criador do projeto original da Casa Branca.

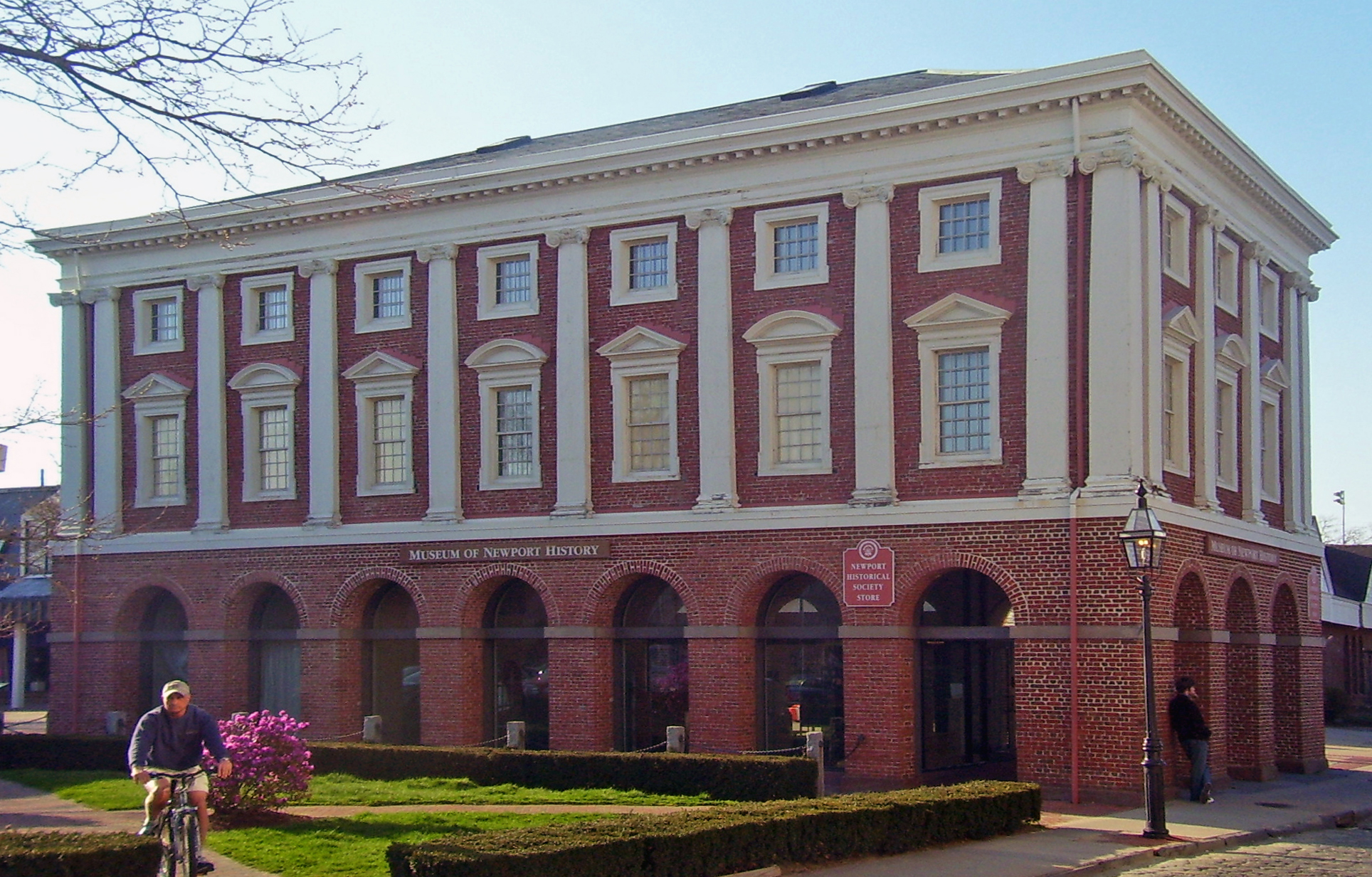
Harrison: antigo Mercado de Tijolos de Newport
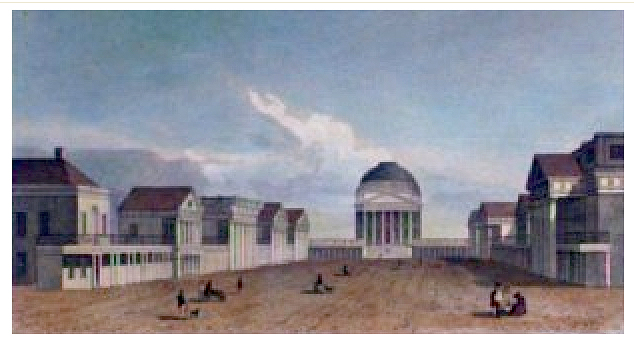
Jefferson: a vila acadêmica da Universidade da Virgínia em gravura de 1831, com a Rotunda ao centro
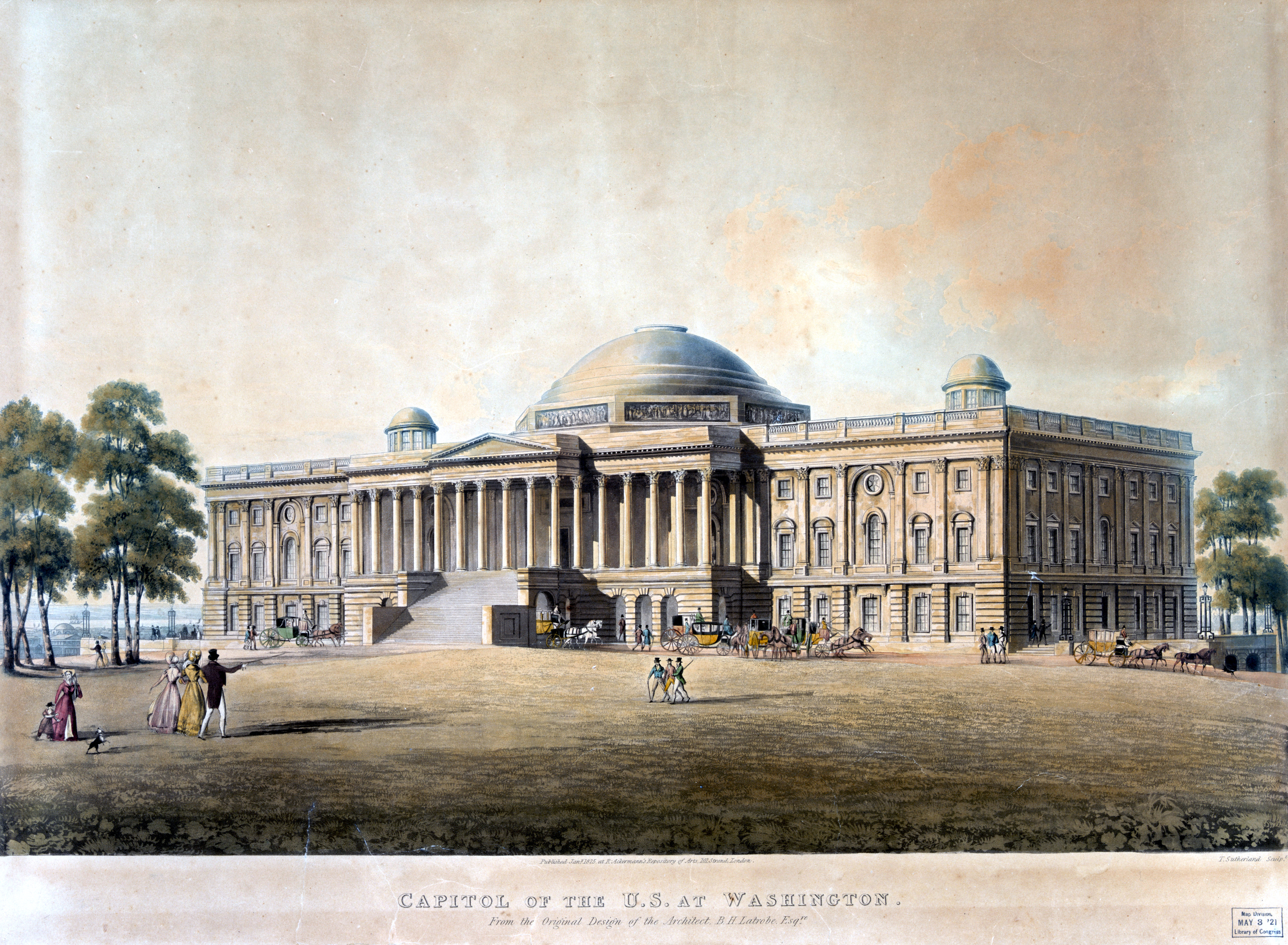
Latrobe: Segundo projeto do Capitólio
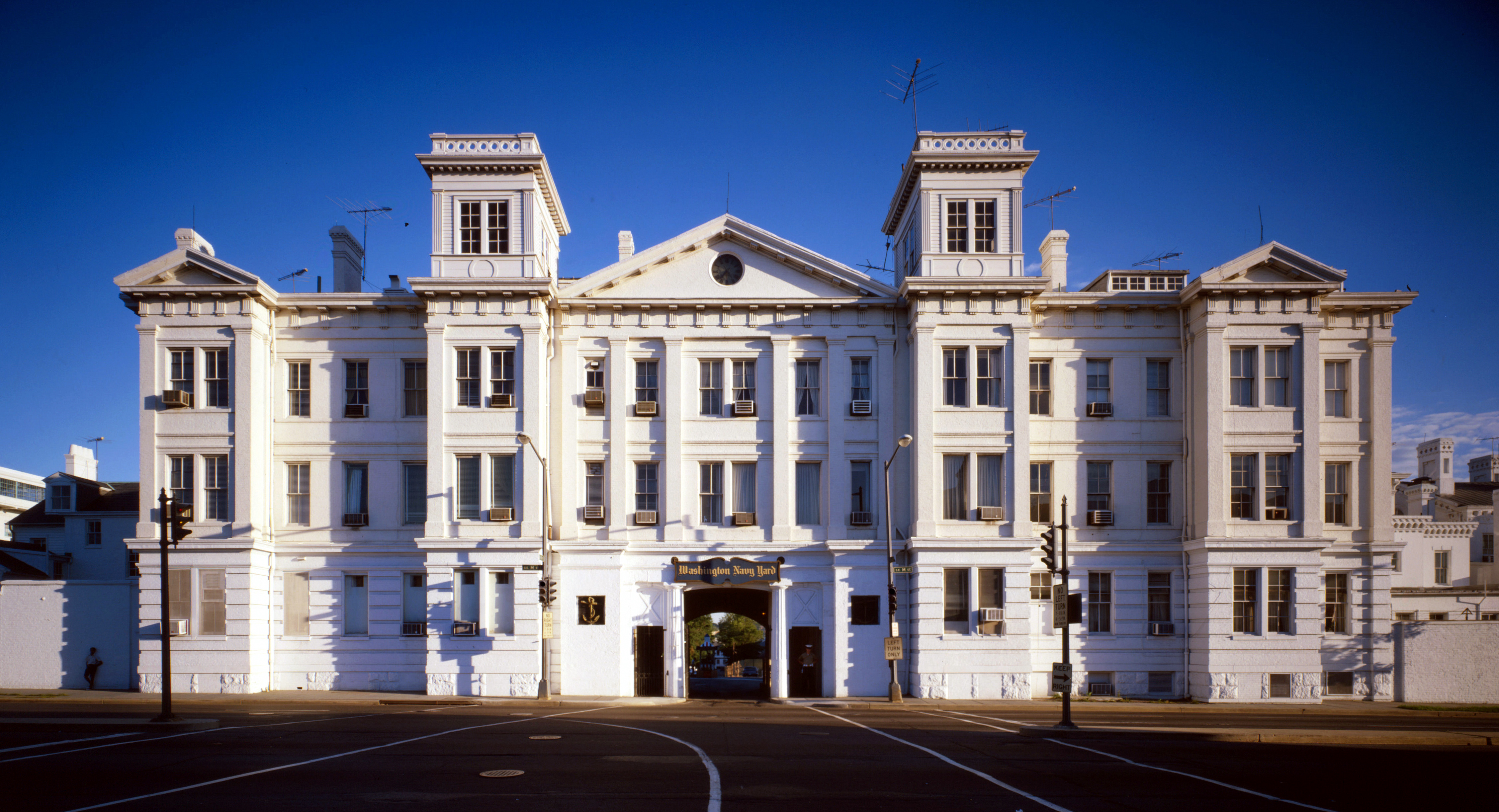
Latrobe: Latrobe Gate

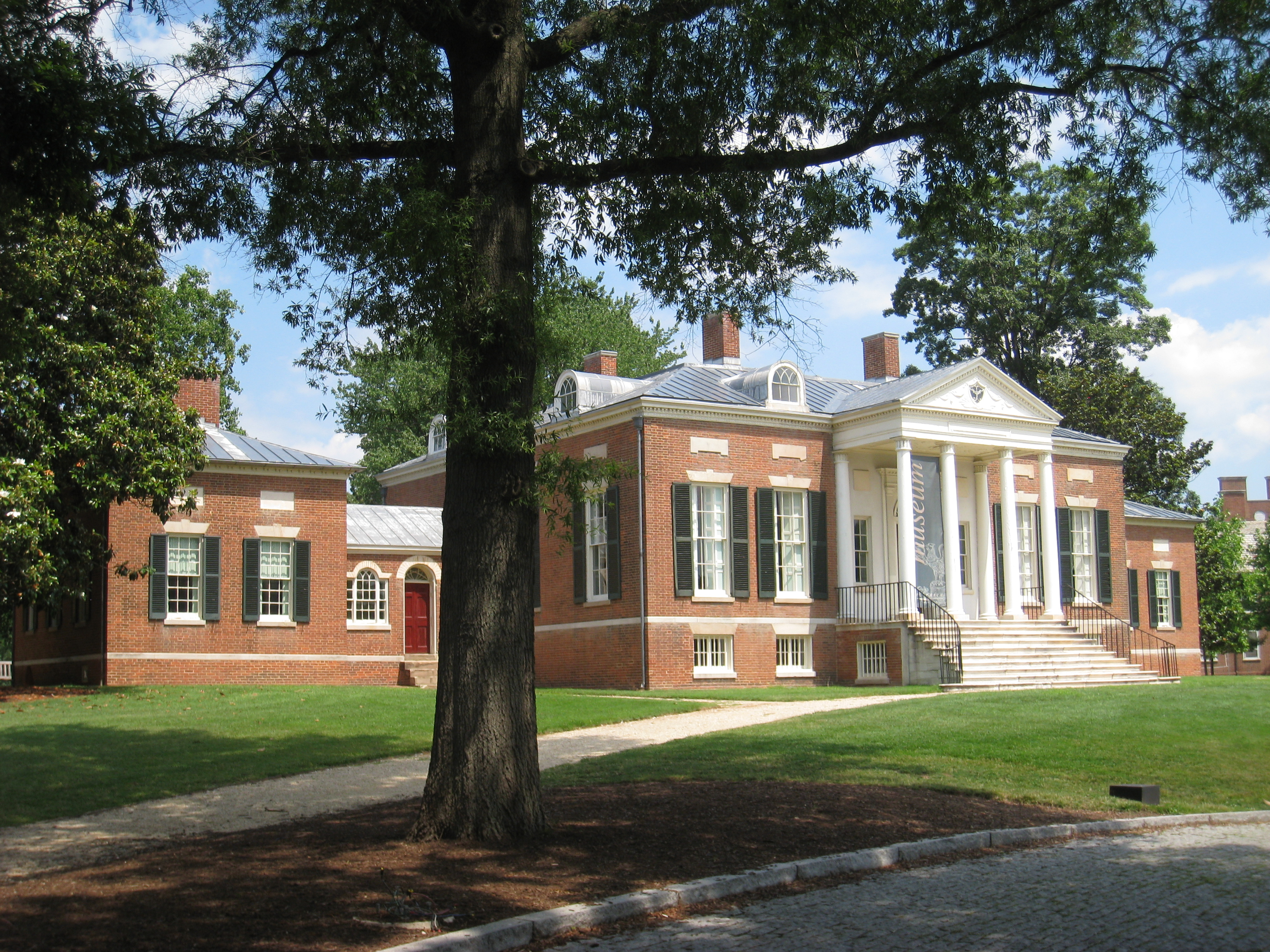
Autor desconhecido: Mansão de Charles Carroll Jr.
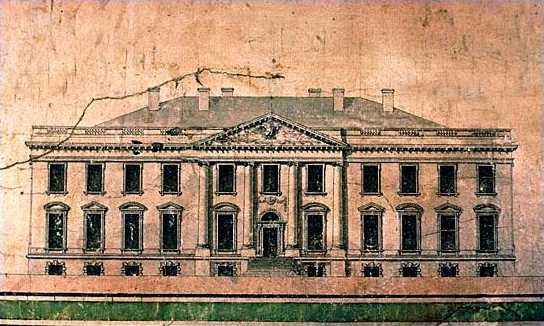
Hoban: projeto original da Casa Branca
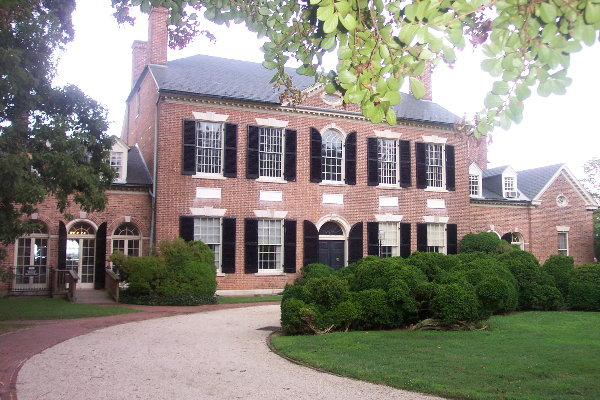
Thornton: sede da Woodlawn Plantation
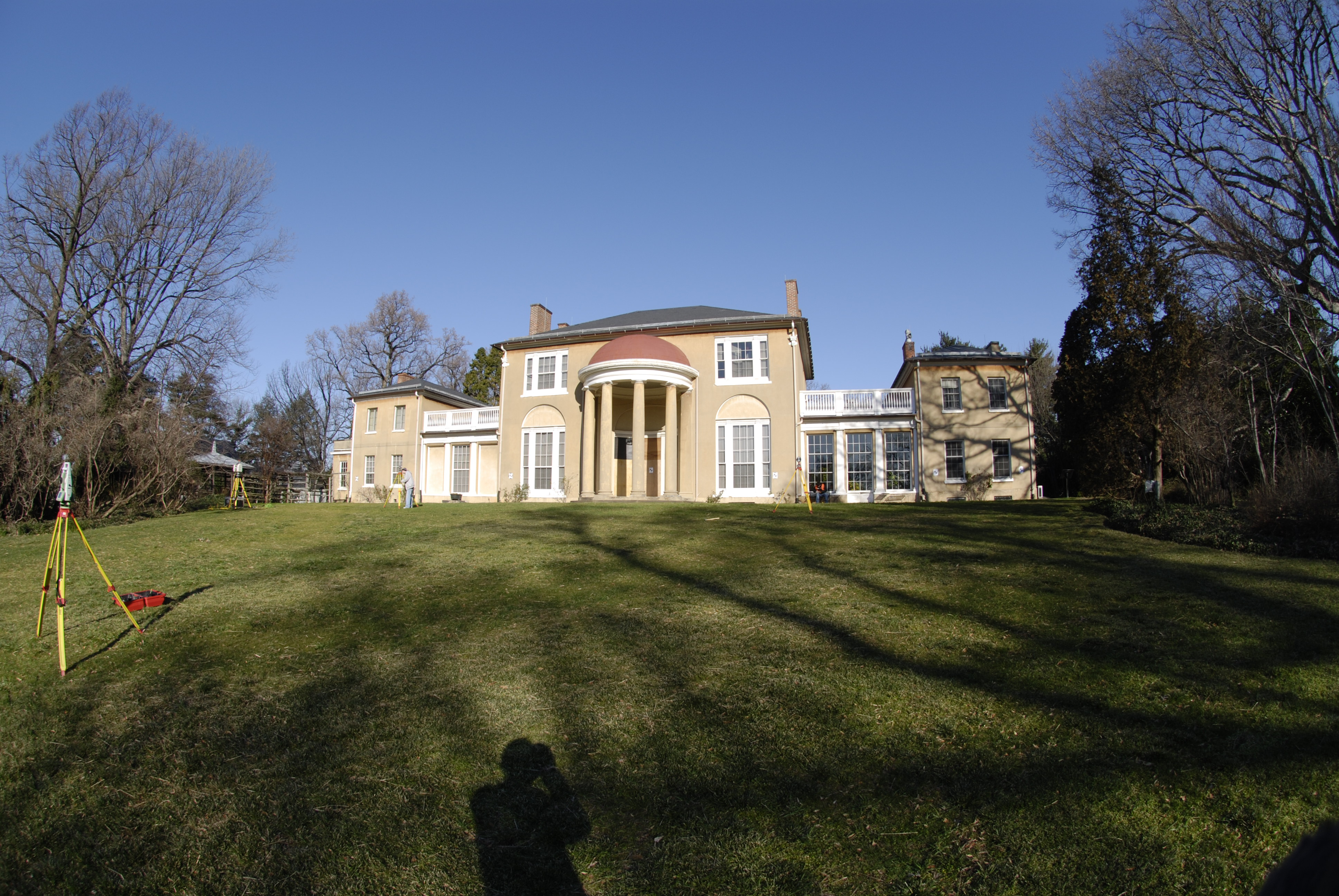
Thornton: Tudor Place

### Outros países
O palladianismo se irradiou para praticamente todos os países da Europa, e se tornaria exaustivo dar uma descrição, mesmo que breve, da sua repercussão em todas as nações onde se fez notar. Destarte, se apresentam apenas mais alguns exemplos que servem de amostragem das variadas recepções que encontrou.

#### França
Na França o palladianismo não se mostrou senão em exemplos esparsos. I Quattro Libri dell’Architettura só foi traduzido em 1650 por Roland Fréart de Chambray, que havia sido Superintendente das Obras do Rei e era altamente respeitado. Ele também escreveu uma obra teórica própria, Parallèle de l'architecture antique avec la moderne (1650), onde fez um apelo para que se adotasse os princípios palladianos num período em que ele qualificava a arte grega como a mais excelente e considerava corrupta a arquitetura de seu tempo, salvo a obra dos "excepcionais Palladio e Scamozzi", mas parece ter sido em vão. Entretanto, Berger sugeriu que Chambray pode ter sido uma influência sobre o Barroco classicizante de Claude Perrault. Além de o Barroco ter-se tornado a estética dominante, quando foi fundada a Academia de Arquitetura em 1671, desde o início ela se tornou a arena privilegiada para o candente debate estético que desde antes de Chambray vinha agitando o país. O diretor da Academia, Blondel, advogava o idealismo e a perenidade das regras, e Perrault defendia a liberdade criativa individual e a relatividade da beleza. Palladio foi incluído por Blondel entre os três mestres modernos "que nos transmitiram preceitos que mais se aproximam da beleza daqueles edifícios [da Antiguidade] e que granjearam a maior admiração possível". Mesmo com o apoio oficial da Academia, Palladio estava longe de ser uma unanimidade. No final do século Vitrúvio tornou-se a fonte preferencial, permanecendo assim até a Revolução Francesa.Outros arquitetos que no século seguinte retiraram alguma inspiração das villas de Palladio foram Ange-Jacques Gabriel, responsável pela construção do Petit Trianon em Versalhes, Charles De Wailly e Marie-Joseph Peyre, autores do teatro L'Odéon em Paris, apesar de sua configuração moderna não ser inteiramente original, e Richard Mique, que possivelmente derivou de Palladio algumas ideias para o Couvent de la Reine, atualmente o Liceu Hoche.

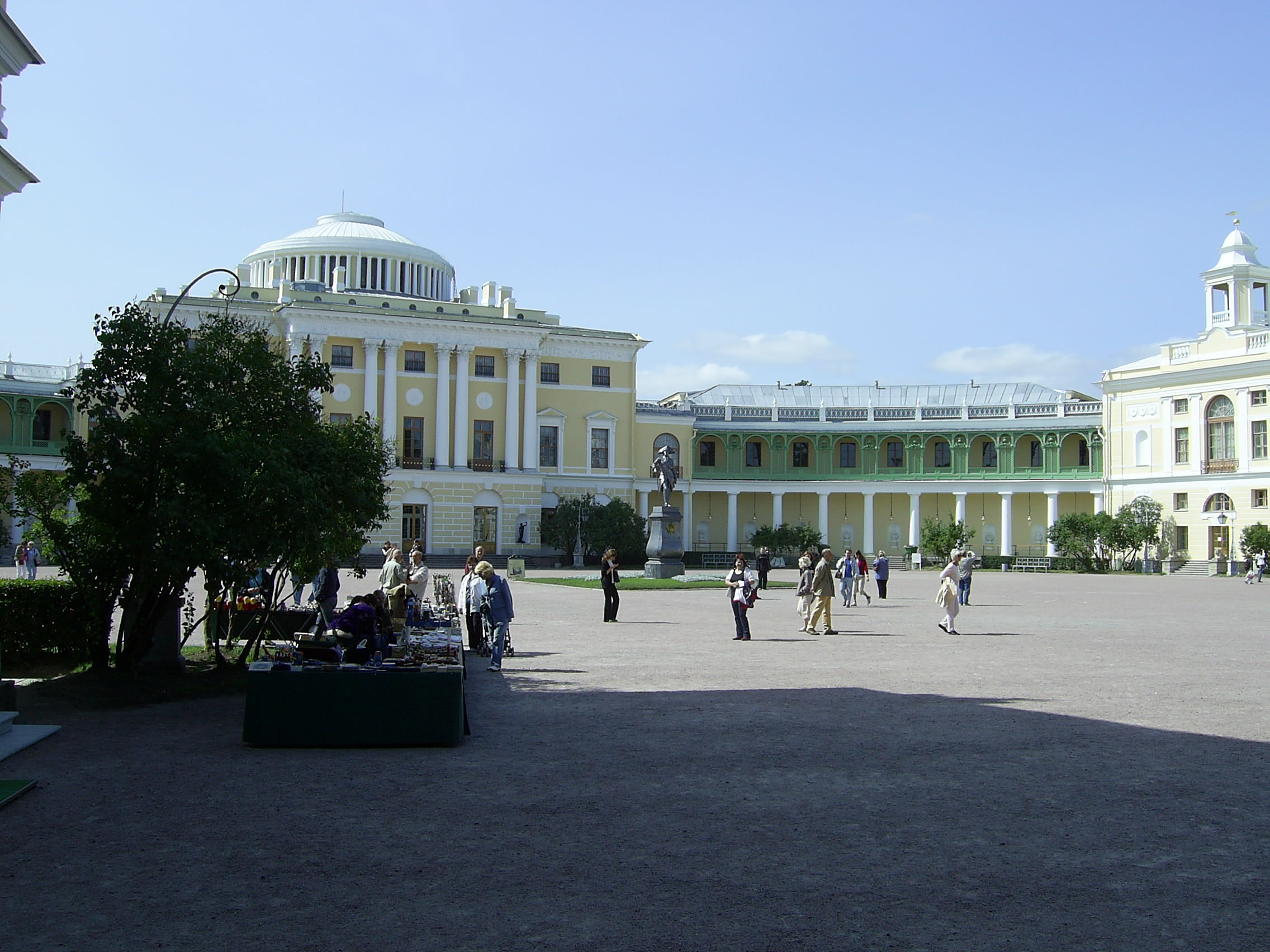
Cameron: Palácio Pavlovsk

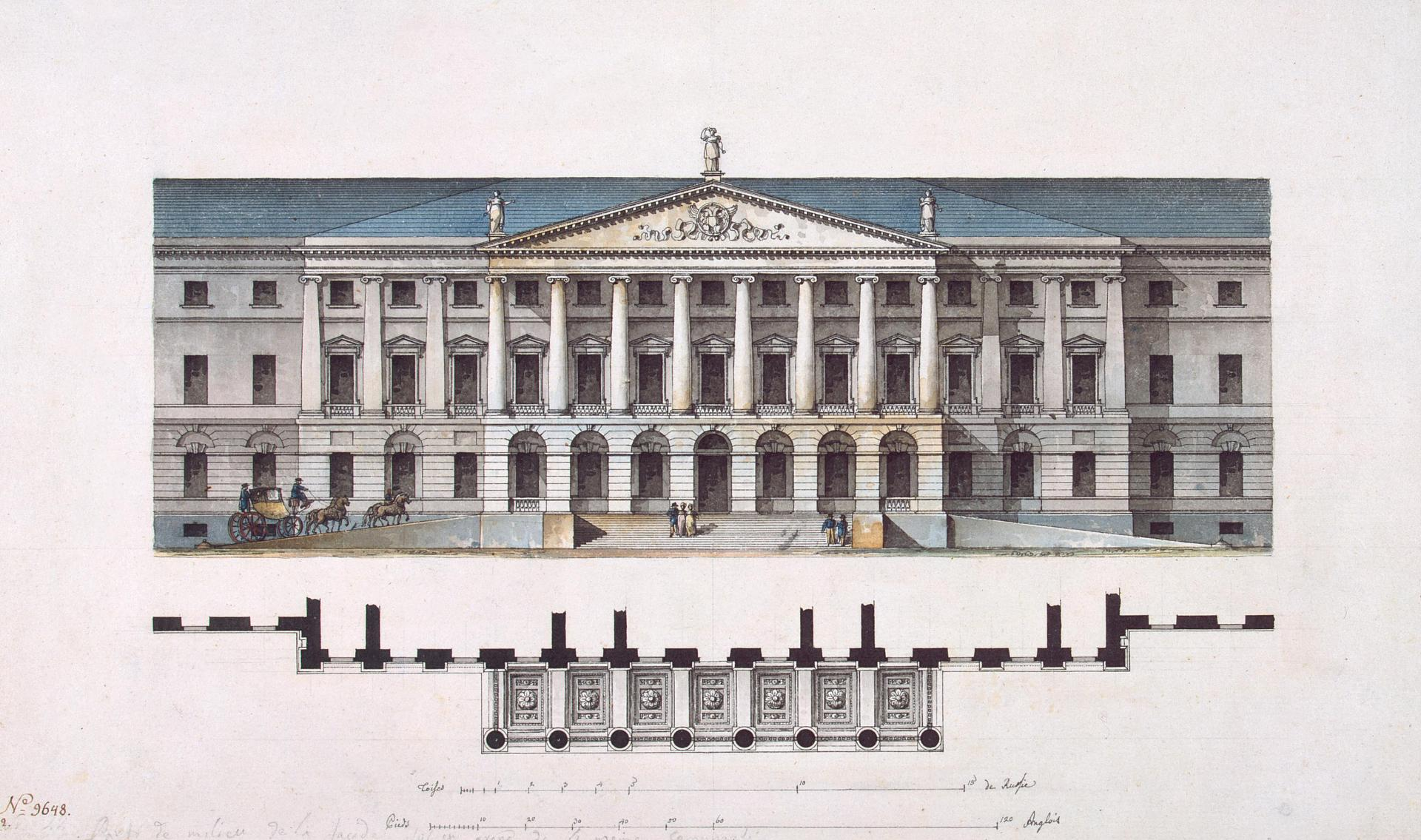
Quarenghi: projeto do Instituto Smolny

#### Rússia
Na Rússia o palladianismo se inseriu na onda classicista alimentada por Catarina, a Grande que, buscando ocidentalizar e modernizar o país, fundou a Academia Imperial e atraiu para sua corte diversos artistas e intelectuais europeus. Nesse processo o estilo de Palladio foi o preferido para dar sequência ao seu vasto programa de obras públicas e privadas. Um dos grandes nomes do período foi o inglês Charles Cameron, aluno de Ware, que trabalhou principalmente na região de Tsarskoye Selo, onde foi a figura central do grupo de arquitetos ingleses que ali se radicara. O estilo de Cameron muitas vezes tem sido comparado ao de Robert Adam, expoente do estilo georgiano, mas sua documentação pessoal atesta a forte influência do grupo palladiano de Burlington. Um de seus trabalhos mais importantes, e um dos primeiros exemplos do palladianismo russo, é o Palácio Pavlovsk. Também merece nota Nikolay Lvov, com um estilo mais eclético, onde se destaca a sede dos Correios em São Petersburgo.
Apesar da grande importância de Cameron e seu círculo, a principal personagem foi o italiano Giacomo Quarenghi, já citado antes. Depois do fracasso das suas primeiras tentativas na Itália, foi contratado pelo governo russo para realizar obras em São Petersburgo, que neste momento estava em uma fase brilhante. Tornou-se o autor de pelo menos dezenove grandes projetos, entre academias, teatros, palácios e outras edificações, que fizeram de São Petersburgo o mais importante centro palladiano no leste da Europa. Entre as suas obras mais notáveis estão o Teatro do Hermitage, o Palácio do Parque Inglês, o Banco do Estado, o Instituto Smolny e o Mercado dos Arcos, além de numerosas villas para a nobreza. Trabalhou na Rússia até depois da morte da imperatriz, e foi o inspirador de uma onda revivalista clássico-palladiana no final do século XIX, quando foi estilo de eleição na construção de prédios para bancos.

#### Alemanha, Prússia e Áustria
O período em que Palladio estava em atividade foi também quando na Alemanha o estilo arquitetônico italiano começou a ser adotado em mais larga escala, mas circunstancialmente as influências mais importantes a encontrar espaço não partiram de Palladio ou de outros clássicos, e sim de mestres como Bernini, Borromini e Maderno, que são todos barrocos, já que o ciclo renascentista alemão aconteceu com uma cronologia muito posterior ao italiano e teve um perfil igualmente diferenciado. Segundo Hamlin as características peculiares da cultura alemã se desenvolveram de forma a não aceitar facilmente a austeridade classicista na arquitetura, e preferiu-se neste momento a fantasia barroca, que se associou à longa tradição românico-gótica alemã ainda muito presente, dando origem a uma mistura eclética que com maior propriedade deve ser considerada uma das formas do maneirismo.
Entretanto, no século XVIII o palladianismo conheceu alguma popularidade, especialmente no norte, onde chegou na onda geral de recuperação iluminista dos clássicos que perpassava a Europa, e serviu para que os príncipes alemães formulassem uma nova imagem pública, mais racional e mais ligada às aquisições intelectuais e cívicas, sendo assim menos personalista, abandonando as antigas noções autocráticas que cercavam a nobreza. Seu período de florescimento foi entre c. 1740 e c. 1770, tendo Berlin, Potsdam e mais tarde Karlsruhe como seus maiores centros de cultivo. Um pouco depois, ganhou um grande admirador em Goethe, que antes havia atacado a estética arquitetônica italiana em seu livro Von deutscher Baukunst (1770–3). Comentários sobre a arquitetura palladiana ocupam boa parte do diário que manteve durante sua viagem à Itália (1786-1788), tratando longamente sobre a Villa Capra. Mesmo louvando vários aspectos do edifício célebre, Goethe expressou alguma reserva a respeito do que ele julgou uma excessiva autonomia estética em detrimento da funcionalidade. Menores ressalvas ele fez sobre o Teatro Olimpico de Palladio, em Vicenza, considerando sua forma mais adequada à sua função. De qualquer forma ele tinha Palladio em maior conta do que Vitrúvio, e em muitos momentos ele deixou clara sua constante surpresa diante das variadas soluções encontradas pelo italiano, chamando-o de "um poeta", capaz tanto de imitar bem os antigos como falar com uma voz própria. Em seu retorno à Alemanha levou consigo um exemplar de I Quattro Libri, e essa forte impressão foi um dos constituintes essenciais para a concepção goethiana do Classicismo, embora o movimento classicista alemão como um todo tenha tendido se inclinar mais diretamente para a Grécia, tentando ao mesmo tempo dar-lhe uma feição marcadamente nacionalista, e sendo colorido por um individualismo romântico mais ou menos latente.

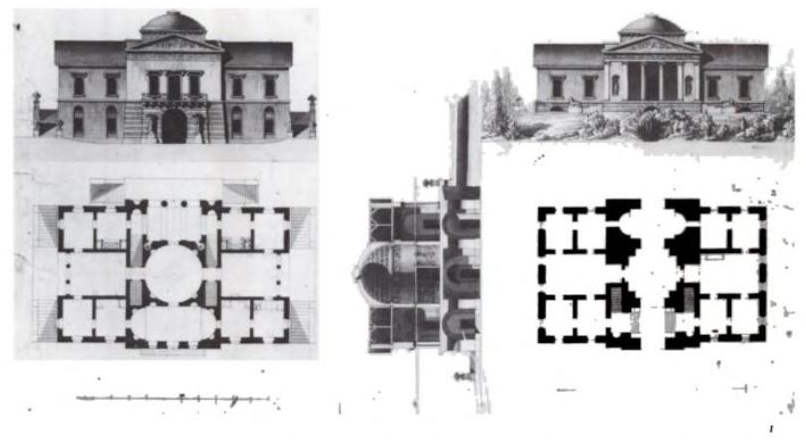
Weinbrenner: Villa da marquesa Christiane Louise, Karlsruhe, Alemanha

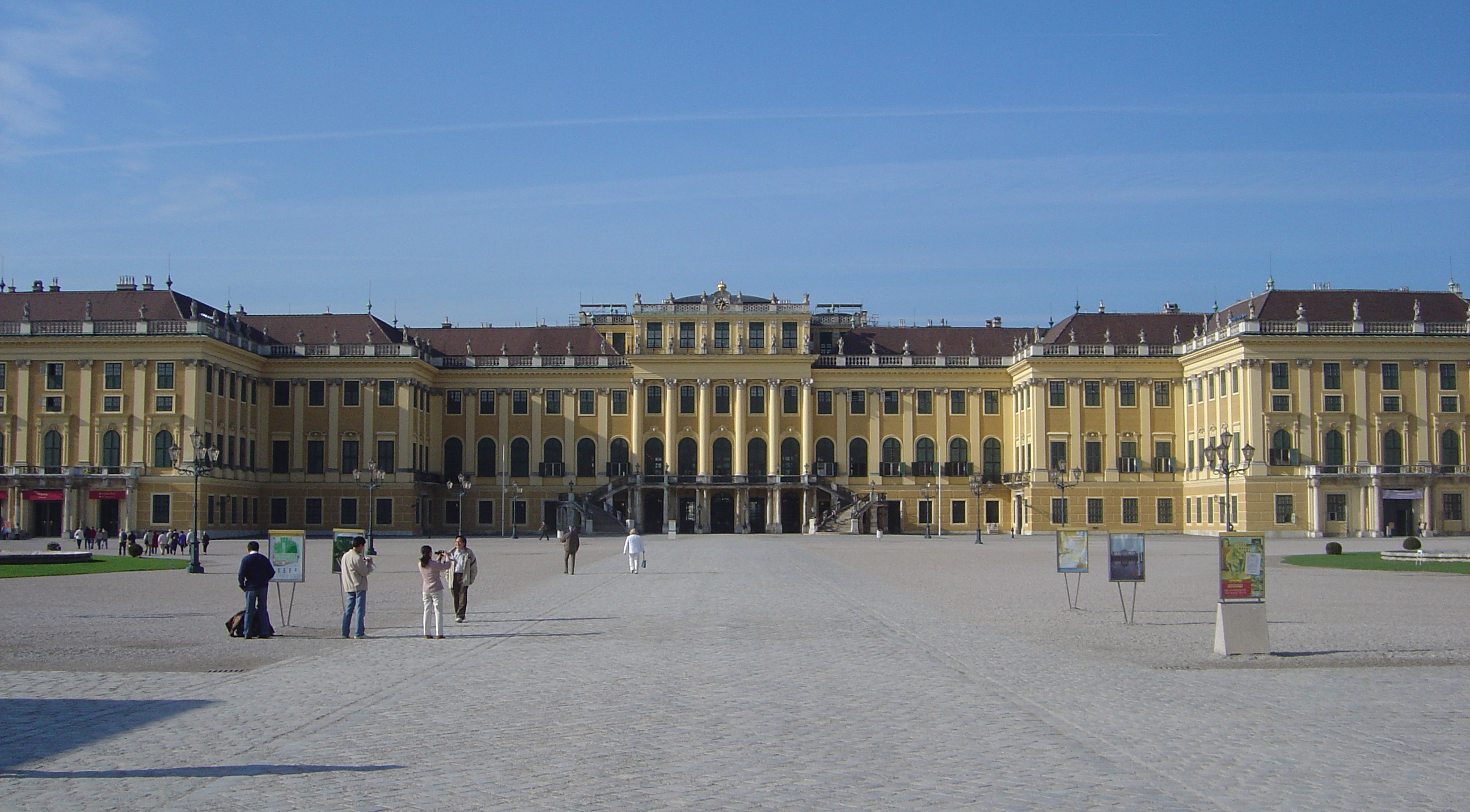
Von Erlach: Palácio Schönbrunn, Viena, Áustria

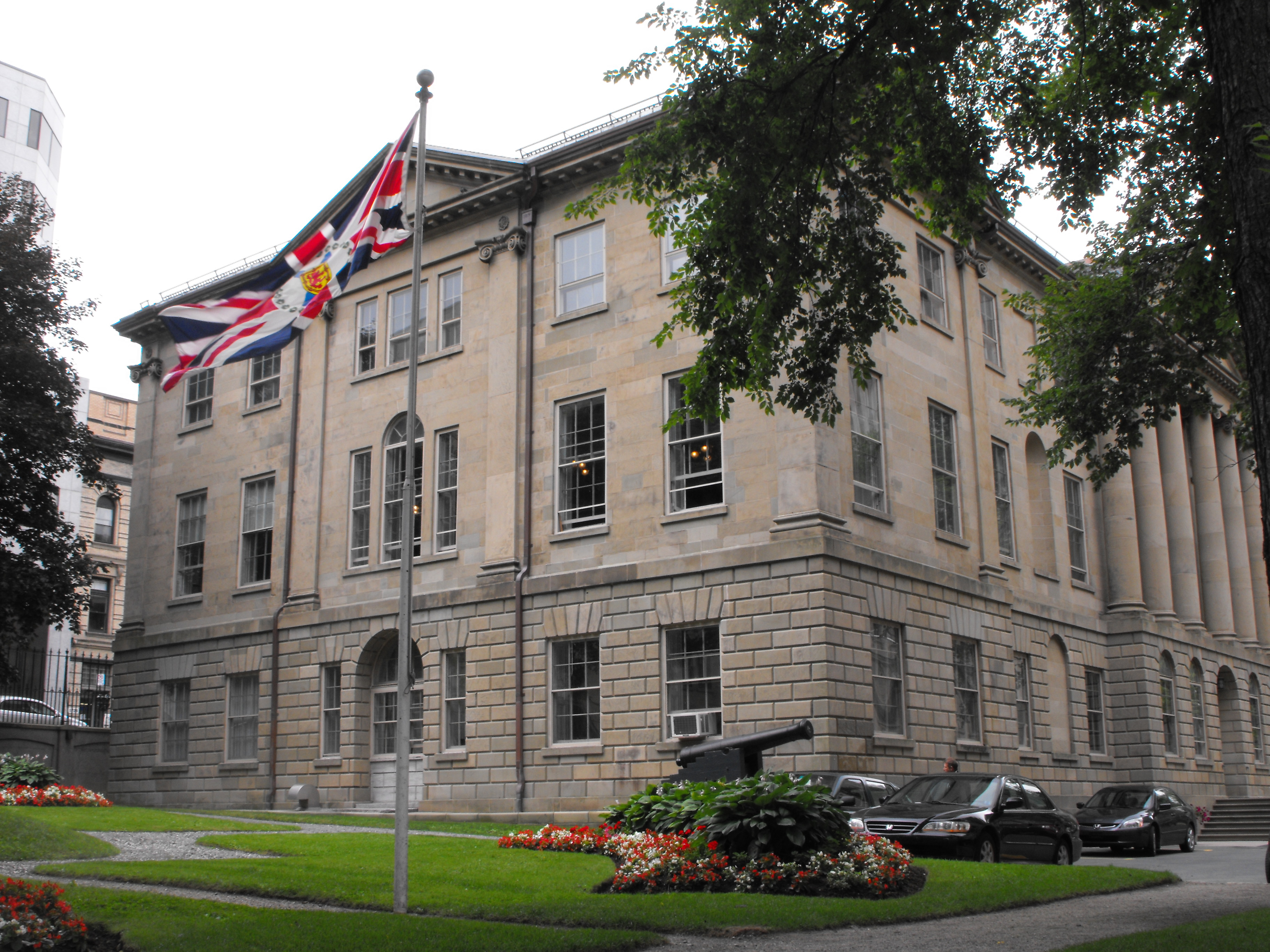
Province House, Nova Scotia, Canadá

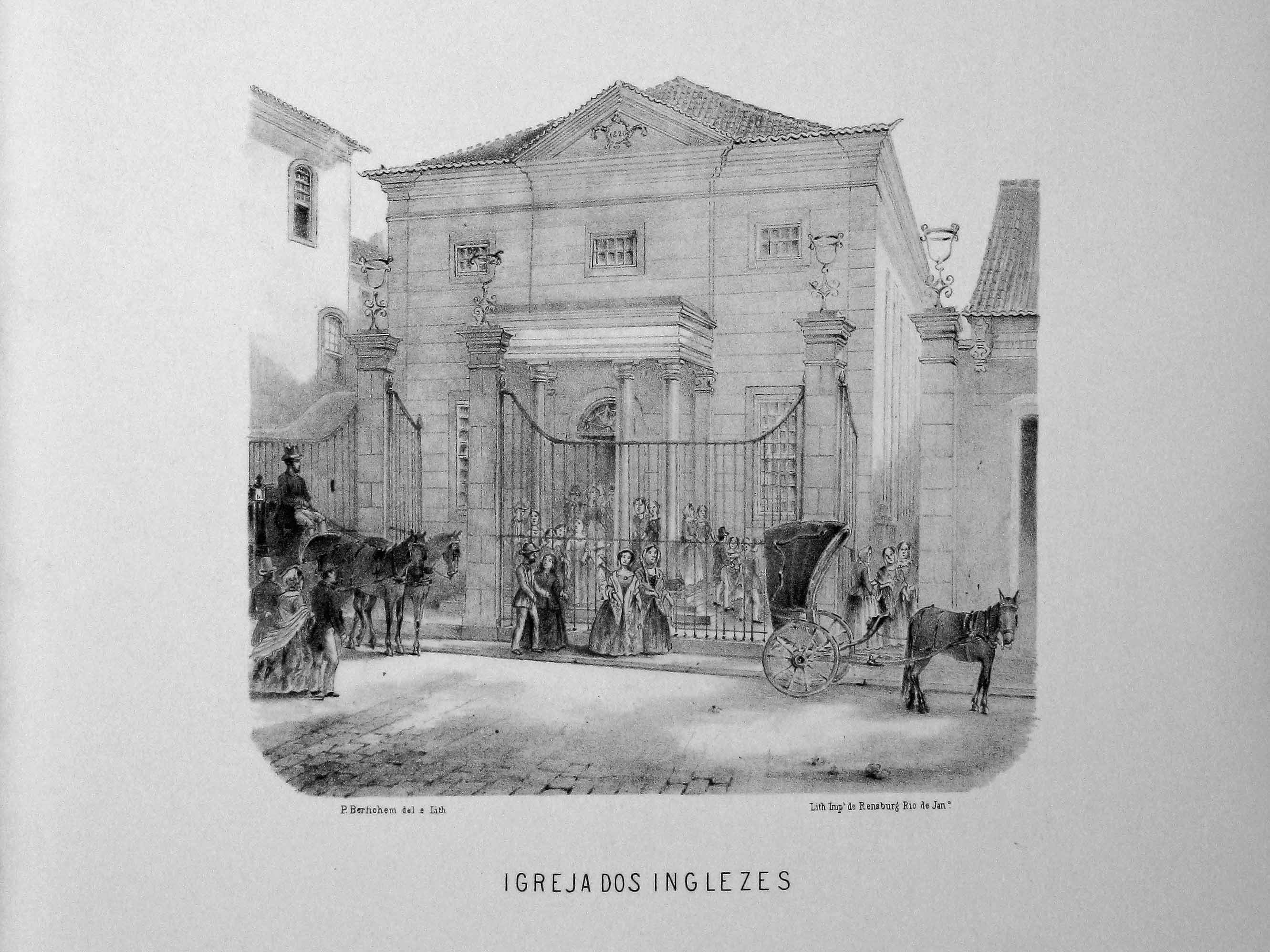
Igreja dos Ingleses, Rio de Janeiro, Brasil

Uma exceção notável a esta regra geral foi Friedrich Weinbrenner, fervoroso palladiano ao longo de toda sua vida. Havia estudado em Berlin pouco depois da voga palladiana se dissolver, e depois viajou para Roma, onde estudou as ruínas e entrou em contato com a obra teórica de Palladio. Na mesma época visitou Pesto e conheceu a autêntica arquitetura grega, que lhe causou forte impressão. Em 1800 estava na Alemanha, construindo um palácio palladiano para os filhos do marquês Karl Friedrich em Karlsruhe. O sucesso do projeto lhe valeu a indicação como Inspetor de Construções, e então desenvolveu um novo plano urbanístico para a cidade, que transformou profundamente seu perfil. Goethe visitou-a em 1815, e a admirou. Em 1817 Weinbrenner iniciou a construção de sua obra-prima, uma villa para a marquesa Christiane Louise, uma variação da Villa Rotonda de Palladio, que não chegou a ver concluída. Outros nomes que merecem lembrança, trabalhando em Berlin e Potsdam para Frederico da Prússia, foram os de Francesco Algarotti, que conhecia a obra de Burlington, e Georg von Knobelsdorff, que foi o autor da palladiana Ópera de Berlin. 
Na Áustria deve ser citado Johann Bernhard Fischer von Erlach, urbanista, escultor, historiador da arquitetura e arquiteto da corte, dono de um estilo que mesclava o Barroco romano e francês com elementos palladianos, e que foi de enorme influência na determinação do gosto arquitetural de todo o império Habsburgo, fazendo sua própria escola. Deixou obras monumentais em Viena, como o Palácio Schönbrunn, como urbanista reconfigurou o perfil de Salzburgo, e criou um novo tipo de palácio urbano caracterizado pela sua forma imponente, clareza estrutural e tensão dinâmica em sua decoração. Um exemplo desse gênero é o palácio do príncipe Eugênio de Savoia. Seu tratado Entwurf einer historischen Architektur (1721) foi a primeira obra teórica importante de arquitetura comparativa.

#### Canadá
No Canadá o palladianismo foi a primeira das tendências classicistas a aparecer, surgindo em torno de 1780, pouco tempo depois de atingir seu pico na Inglaterra. Sua fonte imediata foi a introdução do estilo nos Estados Unidos. Seus primeiros praticantes foram os arquitetos do exército britânico, que ergueram alguns edifícios públicos, que foram muito imitados. De resto a divulgação do estilo se deveu em grande parte a construtores amadores. Nem o tratado de Palladio nem outras obras teóricas estavam disponíveis para eles, e o que circulava de bibliografia eram apenas manuais práticos de construção, ainda que estes contivessem como modelos diversas ilustrações de arquitetura palladiana. Assim o palladianismo canadense foi caracterizado por um perfil provinciano, muitas vezes bastante modesto e simplificado, mas ainda assim reconhecível, frequentemente tingido pelo estilo georgiano inglês e por preferências e necessidades locais, especialmente no que diz respeito aos usos dos espaços e aos materiais empregados, havendo grande ocorrência do emprego de madeira e tijolo aparente para a construção. Esse palladianismo eclético deixou um significativo legado no Canadá, tendo florescido até as primeiras décadas do século XIX, quando imergiu finalmente na estética neoclássica. Alguns de seus prédios que ainda hoje sobrevivem são a Catedral Anglicana da Santíssima Trindade e a Igreja Católica de Santa Joana d'Arc em Quebec, a antiga prefeitura de Fredericton, a Province House, sede parlamentar da Nova Scotia, a Casa do Almirantado em Halifax, e a pequena Igreja Anglicana de Santa Maria em Auburn.

#### Brasil
Segundo Alberto Sousa, a linguagem palladiana foi uma das cinco modalidades de classicismo praticadas no Brasil durante o século XIX. Ela chegou ao país na década de 1810, por influência inglesa. São exemplos a Associação Comercial de Salvador, inspirada num edifício do arquiteto inglês John Carr, a Igreja Inglesa do Rio de Janeiro, derivada da Villa Forni-Cerato, a Igreja de Nossa Senhora da Penha, no Recife, inspirada na igreja de San Giorgio Maggiori, e o Palácio do Governo, em Manaus, uma variação da Villa Emo. Ademais, segundo esse autor, da arquitetura de Palladio proveio uma fórmula bastante utilizada na modalidade de Classicismo mais difundida no Brasil imperial: a frontaria dominada por um corpo central coroado por um frontão clássico apoiado em colunas ou pilastras. Rocha-Peixoto afirma que outra forma de penetração foi através do arquiteto Grandjean de Montigny, da Missão Francesa de 1816. Em uma célebre disputa com Araújo Porto-Alegre, este disse do outro: "Não nego o seu valor, mas confesso que está longe de ser o novo Palladio como quer o diretor (da Academia Imperial)", o que mostra o prestígio então desfrutado por Palladio no ambiente acadêmico. Possivelmente Palladio foi uma inspiração para o próprio Porto-Alegre em seu projeto para o Banco do Brasil, e também para várias obras dos principais alunos de Montigny dessa época, como Jacintho Rebelo e Béthencourt da Silva.

## Século XX
Depois de um período de sensível declínio no século XIX, no início do século XX o palladianismo voltou a ser estudado em vários países, especialmente na Inglaterra, onde ele deixara uma duradoura impressão e um grande acervo de obras. Entretanto, estava-se atravessando o auge do Modernismo, e a opinião da crítica sobre obra de Palladio — bem como sobre todos os estilos históricos — estava profundamente dividida. Reginald Blomfield, influente professor de arquitetura da Royal Academy, questionou severamente tanto sua obra como a justiça de sua alta reputação histórica, e da mesma forma desqualificou Burligton e seu grupo, mas foi capaz de compreender e apreciar a obra de Inigo Jones como uma expressão autenticamente nacional. Seu ataque foi ecoado por sir Thomas Graham Jackson, um dos mais importantes arquitetos de sua geração, considerando os estilos neoclássicos áridas reminiscências arqueológicas do Renascimento. No partido favorável estava John Summerson, que era o historiador mais celebrado do momento e vinha fazendo pesquisas sobre o georgiano, um estilo derivado do palladianismo e que estava conhecendo uma certa voga revivalista. Em colaboração com Clough Williams-Ellis ele escreveu em 1934 Architecture Here and Now, fazendo uma defesa do georgiano e expressando uma profunda preocupação com a preservação do caráter nacional da arquitetura britânica, desejando ao mesmo tempo apresentar o Modernismo para um grande público como um elo na longa tradição especificamente britânica de construção, que para ele havia sido interrompida com o ornamentalismo sobrecarregado do Ecletismo internacional que vigorava desde meados do século XIX. Nesse sentido a revalorização do georgiano representava a volta a um princípio de ordem, simplicidade e clareza construtiva que podia atender às necessidades de todas as classes sociais, elevando a arquitetura do século XVIII à condição de quintessência da arquitetura britânica. Porém ele temia os excessos do Modernismo e seu possível impacto destrutivo sobre o patrimônio histórico paisagístico-arquitetural, um temor que se fortalecia em importantes setores da sociedade.
Com uma óptica um pouco diversa estava escrevendo Albert Richardson, professor de Summerson e autor de uma série de livros onde reavaliava positivamente a tradição palladiana como um leitmotiv que inevitavelmente recorria na produção local e era parte irredutível do caráter da arquitetura inglesa. Com as mesmas ideias trabalhava Steen Rasmussen. Com o advento da II Guerra Mundial e o bombardeio de Londres as preocupações de Summerson sobre o destino do patrimônio histórico se tornaram uma triste realidade para toda a população, e ele sentiu que já não poderia manter a antiga posição dual de defensor do Modernismo e do passado histórico. Em 1942 escreveu o artigo Bread and Butter Architecture, onde deixava claro seu desencanto com o projeto moderno, e doravante passou a se dedicar somente à história da arte. Assim em 1945 apareceu o livro Georgian London, em que vinha trabalhando desde a década anterior, e que foi crucial para o estabelecimento de uma associação forte entre o georgiano e Palladio, e ao mesmo tempo se tornando a bíblia do movimento conservacionista inglês.
Ainda durante a guerra surgiu em cena Rudolf Wittkower, que escreveu duas obras de grande impacto, Pseudo-Palladian Elements in British Neoclassicism (1943) e Lord Burligton and William Kent (1945), e em 1957 apresentou outro trabalho fundamental, Architectural Principles in the Age of Humanism, publicações que trouxeram maior prestígio para o georgiano, aprofundaram o tema da tradição clássico-palladiana sobre bases muito mais científicas, e apresentaram Palladio e Jones como os agentes centrais na formação da arquitetura britânica, e mais, como precursores modelares da modernidade nas ilhas, numa fase em que os novos arquitetos estava lutando por desenvolver um Modernismo nativo. Segundo McKellar, a partir do trabalho de Wittkower os modernistas ingleses descobriram o anglo-palladianismo como um movimento que era "ao mesmo tempo europeu e distintamente inglês, radical ao prefigurar o Neoclassicismo, e, milagrosamente, parecendo um precursor do cubismo "caixa branca" da arquitetura moderna".

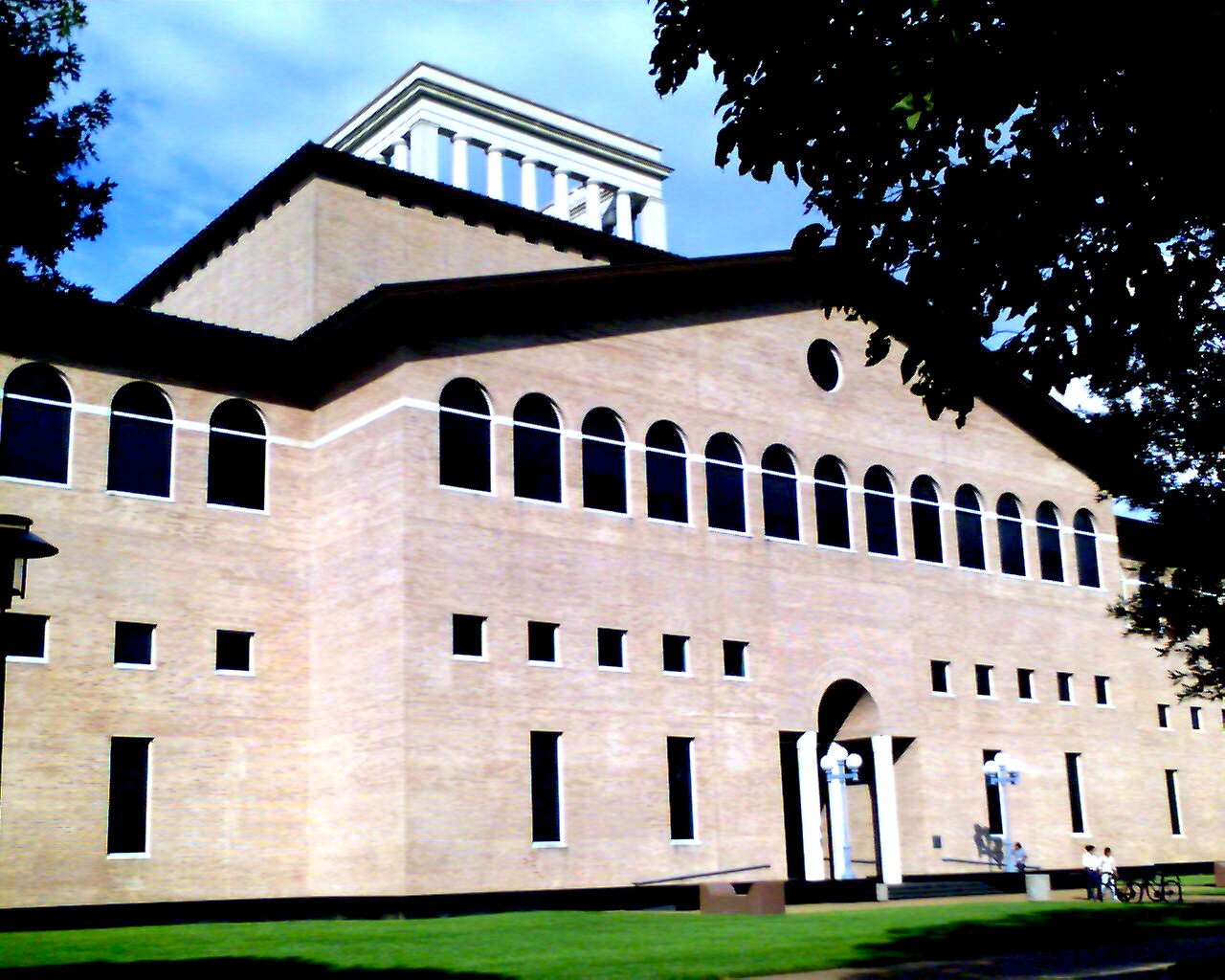
Johnson: Colégio de Arquitetura da Universidade de Houston

Nessa altura outros críticos como Nikolaus Pevsner e Howard Colvin estavam já se dedicando a revisões sobre a arquitetura classicista inglesa, e seu esforço foi complementado com outra obra de Summerson, Architecture in Britain 1530-1830 (1953), que se tornou o pilar da historiografia arquitetural britânica moderna, permanecendo uma referência até hoje e suplantando, junto com a contribuição de Wittkower, as noções negativas sobre a tradição clássico-palladiana como as de Blomfield do início do século, tornando-a canônica. De fato, na décadas de 50 e 60 a elevada reputação de Palladio e sua escola estava largamente recuperada, e até mesmo antigos detratores de Palladio e seus seguidores, como o próprio Blomfield, passaram a ver no italiano pelo menos uma figura digna de respeito, e considerando o estado incerto da arquitetura desse período, aconselhavam os estudantes a primeiro conhecerem as realizações do velho mestre antes de poderem caminhar sozinhos. Não que houvesse agora uma reversão completa para o modelo de Palladio, mas sim se esperava que o dogmatismo e os preconceitos modernistas fossem deixados de lado e os estudantes se tornassem capazes de transitar livre e confortavelmente entre uma ampla gama de recursos técnicos e referenciais estilísticos, a fim de terem opções diversificadas para atenderem a cada necessidade específica, numa época em que se faziam presentes aspectos inéditos na história da arquitetura e do urbanismo, como o novo e maciço emprego do aço, do concreto armado e do vidro, a demanda por construção pré-fabricada e o problema da habitação popular em larga escala. Isso coincidiu, na prática arquitetônica, com a revalorização de distribuições simétricas e axiais, das linguagens vernáculas e métodos e materiais tradicionais, de sistemas de proporção baseados na Seção Áurea, e com o aparecimento de uma série de novas pesquisas teóricas sobre áreas ainda inexploradas do tema do palladianismo, tipificadas nas sucessivas revisões feitas por Summerson no texto da Architecture in Britain à medida que novas edições iam ao prelo, onde o tom de exaltação que norteara suas análises anteriores foi atenuado, colocando o palladianismo contra um panorama mais amplo da história da arquitetura inglesa. Ainda que ele continuasse sendo visto como um fenômeno da maior importância, Summerson abria espaço para uma apreciação mais equilibrada do palladianismo, e mais valorativa de outras escolas antes e depois dele, e chegava agora até mesmo detectar inconsistências na produção de Burlington e Kent. Um processo semelhante acontecia nessa mesma época nos Estados Unidos, mas a voga neopalladiana não durou muito, e logo os sistemas formalistas e as propostas associadas a valores universais voltaram a ser questionados diante de novos conceitos estéticos baseados no individualismo criativo, nos micro-regionalismos, nos processos biológicos dinâmicos e na organicidade, flexibilidade e assimetria da natureza.
Essas oscilações refletiam as rápidas mudanças que estavam acontecendo na crítica de arte e na historiografia na Europa e nos América entre os anos 50 e 70, e que indicavam o fim de um ciclo no perene enfrentamento entre vanguarda e tradição, sepultando o Modernismo como corrente viva e transferindo-o para o domínio da História. A partir dos anos 80, com o aparecimento da corrente pós-moderna, que ainda é bastante ativa e cuja linha de atuação é fortemente eclética e historicista, resgatando de maneira criativa e democrática uma pluralidade de estilos históricos, elementos do palladianismo voltaram a aparecer na arquitetura de vários países, ainda que de uma forma citacional e não integral. São exemplos dessa prática a entrada do Banco China Tower em Hong Kong, de Ieoh Ming Pei, e a fachada do Colégio de Arquitetura da Universidade de Houston, de Philip Johnson. Além desses exemplos recentes, diversos arquitetos modernistas e brutalistas célebres foram de alguma forma tocados pelo palladianismo, atraídos pela íntima relação entre forma e função oferecida pelo modelo palladiano, como Mies van der Rohe, Eduardo Catalano, Gregori Warchavchik, Lucio Costa, Le Corbusier e Frank Lloyd Wright.
A discussão sobre o palladianismo continua progredindo. Duas instituições importantes têm-se destacado na promoção de estudos sobre o tema, o Centro Internazionale di Studi di Architettura Andrea Palladio em Vicenza e o Center for Palladian Studies in America em Richmond; a bibliografia produzida em anos recentes por pesquisadores independentes continua a trazer à luz novas proposições sobre ele, ora com críticas ora com louvores, e as associações simbólicas a que ele está sujeito ainda são capazes de suscitar polêmicas que afetam toda uma nação. Merece ser narrada em mais detalhe, a título de exemplo significativo, uma acalorada polêmica pública que aconteceu recentemente na Alemanha, por ocasião do concurso para o desenho na nova Chancelaria em Berlin, que atraiu o interesse de dezenas de escritórios de arquitetura e acabou em um impasse que foi discutido em toda a mídia nacional. Sem conseguir decidir por um vencedor, os jurados escolheram dois primeiros colocados. Os projetos eram diametralmente opostos, um deles era uma abstração pós-moderna, e outro que, segundo Wise, era uma estrutura formalista que remetia à arquitetura palladiana. Diante dessa irresolução, apelou-se à consulta popular, e apesar de esta última proposta receber a aprovação de 79% dos votantes, muitos a rejeitaram por verem nela a ressurreição do fantasma nazista, uma vez que é notória a apropriação que o regime de Hitler fez das linguagens clássicas. Entregue a decisão final ao chanceler Helmut Kohl, ele inclinou-se para concordar com a maioria, mas de pronto ergueu-se uma campanha para demovê-lo, que acabou por conseguir seu intento, e o projeto acabou sendo descartado depois de nova delonga de seis semanas passadas buscando-se novos pareceres de especialistas de todo o país, sendo um dos fatores da recusa um temor de que a comunidade internacional pudesse interpretar a escolha de um monumento classicista para sede do poder alemão como uma nova afirmação de imperialismo reacionário.
Deixando de lado os juízos de valor, o que é consenso entre os estudiosos da atualidade é que a obra de Palladio e sua escola representaram uma das mais influentes tendências da arquitetura ocidental de todos os tempos. A Royal Academy organizou em janeiro de 2009 uma grande exposição sobre o arquiteto, incluindo projetos e maquetes originais de seus edifícios mais famosos, junto com seus livros e obras de arte de artistas como El Greco, Ticiano e Canaletto, que de alguma forma se relacionam a ele, e a própria quantidade de novos trabalhos sobre o tema é um claro indicador de que seu legado continua a ser pertinente para a contemporaneidade.